# باشگاه فوتبال پرسپولیس در رقابت‌های آسیایی
این نوشتار پیشینه باشگاه فوتبال پرسپولیس در رقابت‌های آسیایی را بررسی می‌کند. رقابت‌های آسیایی که تیم پرسپولیس تا امروز در آن حضور یافته شامل جام برندگان جام آسیا یا جام حذفی آسیا و لیگ قهرمانان آسیا و لیگ نخبگان آسیا یا لیگ حرفه ای آسیا است.
باشگاه پرسپولیس که در سال ۱۳۴۲ تأسیس شده است.نخستین نماینده باشگاهی فوتبال ایران بوده که در تورنمنت‌های آسیایی (مسابقات باشگاهی قهرمانی آسیا ۱۹۶۹) حضور داشته است. باشگاه پرسپولیس با کسب دو عنوان نایب قهرمانی لیگ قهرمانان آسیا (در فصل‌های ۲۰۱۸ و ۲۰۲۰) و سه عنوان سومی جام باشگاه‌های آسیا (در فصل‌های ۹۷–۱۹۹۶ و ۲۰۰۰–۱۹۹۹ و ۰۱–۲۰۰۰) و در مجموع با هفت بار حضور در مرحله نیمه نهایی این دو تورنمنت آسیایی (چهار بار در جام باشگاه‌های آسیا و سه بار در لیگ قهرمانان آسیا) یکی از تیم‌های رکورددار در ایران می‌باشد.همچنین باشگاه پرسپولیس با کسب یک قهرمانی و یک نایب قهرمانی (در فصل‌های ۹۱–۱۹۹۰ و ۹۳–۱۹۹۲) پرافتخارترین تیم ایرانی و سومین تیم پرافتخار در این مسابقات جام برندگان جام آسیا محسوب می‌شود. باشگاه پرسپولیس چهار بار در فینال تورنمنت‌های مختلف آسیایی (دو بار فینال لیگ قهرمانان آسیا و دو بار فینال جام برندگان جام آسیا) حضور داشته است.تیم پرسپولیس از بیست و یک حضور قبلی خود در تورنمنت‌های مختلف آسیایی موفق به کسب هفت مدال (یک طلا و یک نقره جام برندگان جام آسیا، دو نقره لیگ قهرمانان آسیا و سه برنز جام باشگاه‌های آسیا) شده است.تیم پرسپولیس نه بار در نیمه نهایی تورنمنت‌های مختلف آسیایی (سه بار لیگ قهرمانان آسیا، چهار بار جام باشگاه‌های آسیا و دو بار جام برندگان جام آسیا) حضور داشته است.
برترین سرمربیان تاریخ باشگاه پرسپولیس در تورنمنت‌های آسیایی علی پروین با کسب (یک قهرمانی و یک نایب قهرمانی جام در جام آسیا ۱۹۹۱، ۱۹۹۳ و دو عنوان سومی جام باشگاه‌های آسیا ۲۰۰۰، ۲۰۰۱) و برانکو ایوانکوویچ با کسب (یک نایب قهرمانی لیگ قهرمانان آسیا ۲۰۱۸) و یحیی گل محمدی با کسب (یک نایب قهرمانی لیگ قهرمانان آسیا ۲۰۲۰) و استانکو پوکله‌پوویچ با کسب (یک عنوان سومی جام باشگاه‌های آسیا ۱۹۹۷) می‌باشند.همچنین فرشاد پیوس و علی علیپور با (۱۱ گل) به‌طور مشترک برترین گلزن تاریخ باشگاه پرسپولیس در تورنمنت‌های آسیایی هستند.
علی پروین با ۳۷ بار حضور به عنوان سرمربی پرسپولیس در تورنمنت‌های مختلف آسیایی (۱۸ بار جام برندگان جام آسیا، ۱۹ بار جام باشگاه‌های آسیا) رکوددار سرمربی‌گری باشگاه پرسپولیس در مسابقات آسیایی است. همچنین سید جلال حسینی با ۳۹ سال و ۲ ماه سن مسن‌ترین گلزن ایرانی تاریخ باشگاه پرسپولیس در لیگ قهرمانان آسیا می‌باشد. سید جلال حسینی از باشگاه پرسپولیس با ۶۱ بار حضور رکوددار بیشترین تعداد بازی در میان بازیکنان ایرانی در لیگ قهرمانان آسیا است. محمد پنجعلی تنها کاپیتان تاریخ باشگاه پرسپولیس بوده که موفق به کسب قهرمانی جام برندگان جام آسیا شده است. همچنین فینال برگشت لیگ قهرمانان آسیا میان (تیم‌های پرسپولیس و کاشیما انتلرز در سال ۲۰۱۸) پرتماشاگرترین فینال تاریخ لیگ قهرمانان آسیا لقب گرفت.
نخستین بازی بین‌المللی باشگاه فوتبال پرسپولیس، بازی دوستانه‌ای در روز ۵ تیر ۱۳۴۷ برابر تیم ارتش کره جنوبی در تهران بود.این بازی دومین بازی تاریخ پرسپولیس پس از پیوستن پرویز دهداری و بازیکنان باشگاه فوتبال شاهین به این تیم بود.
پربسامدترین دوران بازی‌های بین‌المللی پرسپولیس، میان سال‌های ۱۳۵۰ و ۱۳۵۲ بود. در این سال‌ها که علی عبده باشگاه را حرفه‌ای اعلام کرده بود، تیم آماتورهای پرسپولیس در لیگ کشوری بازی می‌کرد و تیم اصلی با تیم‌های خارجی بازی دوستانه انجام می‌داد.
با وقوع انقلاب و جنگ ایران و عراق، وقفه‌ای چند ساله میان مسابقات بین‌المللی افتاد.

## تماشاگران
| # | تاریخ            | میزبان   | نتیجه | میهمان        | تماشاگران |
| - | ---------------- | -------- | ----- | ------------- | --------- |
| ۱ | ۱۹ آبان ۱۳۹۷     | پرسپولیس | ۰–۰   | کاشیما آنتلرز | ۱۰۰٬۰۰۰   |
| ۲ | ۲۹ اردیبهشت ۱۳۹۴ | پرسپولیس | ۱–۰   | الهلال        | ۱۰۰٬۰۰۰   |
| ۳ | ۱۶ اردیبهشت ۱۳۹۴ | پرسپولیس | ۲–۱   | بنیادکار      | ۱۰۰٬۰۰۰   |
| ۴ | ۱۹ فروردین ۱۳۹۴  | پرسپولیس | ۱–۰   | النصر         | ۱۰۰٬۰۰۰   |
| ۵ | ۲۸ فروردین ۱۳۹۱  | پرسپولیس | ۱–۱   | الغرافه       | ۹۶٬۲۰۰    |
| ۶ | ۶ خرداد ۱۳۸۸     | پرسپولیس | ۰–۱   | بنیادکار      | ۹۵٬۲۲۵    |

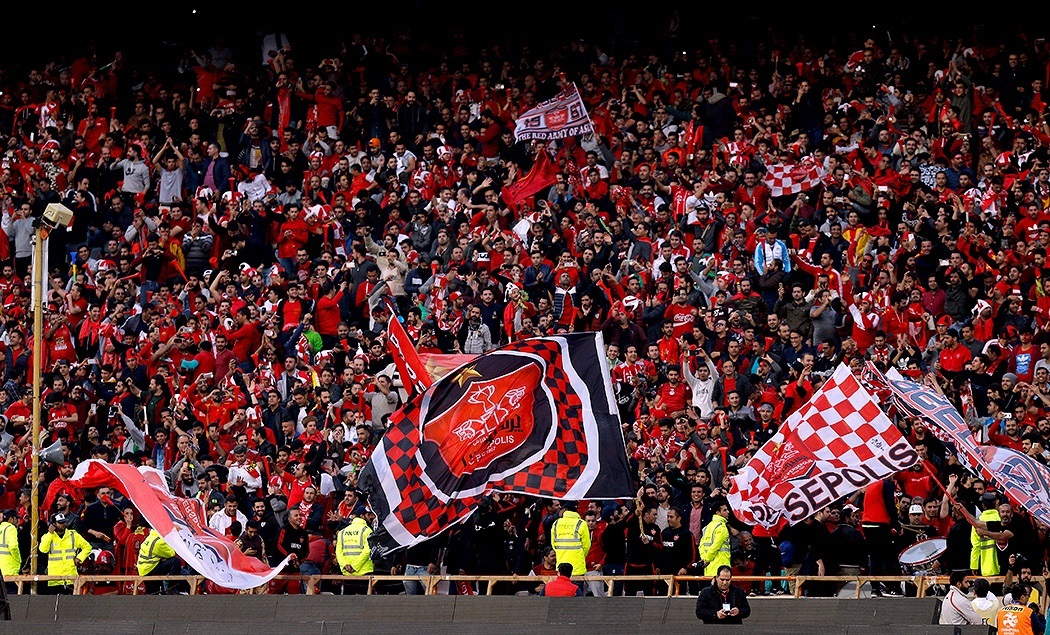
تماشاگران پرسپولیس در فینال لیگ قهرمانان آسیا ۲۰۱۸، یکی از پرتماشاگرترین فینال های تاریخ لیگ قهرمانان آسیا

در جدول فوق ۶ بازی از پرتماشاگرترین دیدارهای پرسپولیس در لیگ قهرمانان آسیا که جزو بیست دیدار پرتماشاگر تاریخ لیگ قهرمانان نیز هستند آورده شده است. تعداد تماشاگران پرسپولیس در دیدار مقابل تیم‌های کاشیما آنتلرز ژاپن به دلیل تغییر ورزشگاه ظرفیت کامل آن ۷۵۰۰۰ نفر بود، الهلال عربستان، بنیادکار ازبکستان و النصر عربستان به ۱۰۰٬۰۰۰ نفر رسید.
دیدار پرسپولیس برابر باشگاه النصر عربستان سعودی در تاریخ ۱۹ فروردین ۱۳۹۴ با حضور بیش از ۱۰۰هزار نفر تماشاگر رکورد تازه‌ای از نظر شمار تماشاگران از آغاز بنیادگذاری لیگ قهرمانان آسیا برجای گذاشت. پرسپولیس در این دیدار رکورد پیشین خودش را که با حضور ۹۶ هزار و ۲۰۰ نفر (۹۶٫۲۰۰) که در تاریخ ۲۸ فروردین ۱۳۹۱ در دیدار با الغرافه قطر ثبت شده بود، بهبود بخشید. پیش از بازی با الغرافه هم پرسپولیس همچنان رکورددار حضور تماشاگر بود که با ۹۵٫۲۲۵ نفر تماشاگر در بازی برابر بنیادکار ازبکستان در ۶ خرداد ۱۳۸۸ ثبت شده بود که پرسپولیس در آن تاریخ رکورد باشگاه اوراوا رد دایموندز شکسته بود.

## فهرست بازی‌ها و نتایج
در این بخش، صرفاً تمامی دیدارهای رسمی پرسپولیس در چارچوب رقابت‌های آسیایی آورده شده است. برای مشاهده فهرست دیدارهای غیررسمی و دوستانه پرسپولیس به فهرست بازی‌های بین‌المللی باشگاه فوتبال پرسپولیس مراجعه کنید.

#### ۱۹۶۹
| ۲۷ دی ۱۳۴۷ ۱ | پرسپولیس | ۰ – ۱ | تویو کوگیو | بانکوک، تایلند |

| ۳۰ دی ۱۳۴۷ ۲ | پرسپولیس                          | ۴ – ۲ | موتور کلن | بانکوک، تایلند |
|              | وفاخواه · وطنخواه · همایون بهزادی |       |           |                |

| ۳ بهمن ۱۳۴۷ ۳ | پرسپولیس             | ۴ – ۰ | پراک | بانکوک، تایلند |
|               | وفاخواه · حسین کلانی |       |      |                |

| ۶ بهمن ۱۳۴۷ ۴ | پرسپولیس | ۰ – ۰ | مکابی تل آویو | بانکوک، تایلند |

| تیم             | امتیاز | بازی | برد | مساوی | باخت | گل‌زده | گل‌خورده | تفاضل‌گل |
| --------------- | ------ | ---- | --- | ----- | ---- | ----- | ------- | ------- |
| مکابی تل آویو   | ۶      | ۴    | ۲   | ۲     | ۰    | ۹     | ۳       | ۶+      |
| تویو کوگیو      | ۶      | ۴    | ۳   | ۰     | ۱    | ۶     | ۳       | ۳+      |
| پرسپولیس        | ۵      | ۴    | ۲   | ۱     | ۱    | ۸     | ۳       | ۵+      |
| پراک            | ۳      | ۴    | ۱   | ۱     | ۲    | ۹     | ۹       | ۰       |
| کولون موتور باس | ۰      | ۴    | ۰   | ۰     | ۴    | ۲     | ۱۶      | ۱۴-     |

#### ۱۹۸۸
| تیم      | امتیازات | بازی | برد | مساوی | باخت | زده | خورده | تفاضل |
| -------- | -------- | ---- | --- | ----- | ---- | --- | ----- | ----- |
| محمدان   | ۳        | ۲    | ۱   | ۱     | ۰    | ۲   | ۱     | +۱    |
| پرسپولیس | ۲        | ۲    | ۱   | ۰     | ۱    | ۶   | ۲     | +۴    |
| ساندرز   | ۱        | ۲    | ۰   | ۱     | ۱    | ۰   | ۵     | −۵    |

#### ۱۹۹۰
| ۳۰ آذر ۱۳۶۹ دور اول | پرسپولیس                | ۹ – ۰ | پنجاب | تهران، ایران     |
|                     | پیوس · محرمی · شیرمحمدی | گزارش |       | تماشاگران: ۳۰۰۰۰ |

| ۹ دی ۱۳۶۹ دور اول | پنجاب | ۲ – ۴ | پرسپولیس     | پاکستان |
|                   |       |       | محرمی · پیوس |         |

| دور دوم                                                                          | رویالز | انصراف | پرسپولیس |  |
| یادداشت: با انصراف تیم رویالز، پرسپولیس برنده اعلام شد و به مرحله بعدی راه یافت. |        |        |          |  |

| ۲۷ تیر ۱۳۷۰ نیمه نهایی | الهلال | ۰ – ۰ | پرسپولیس | ریاض، عربستان |

| ۱۱ تیر ۱۳۷۰ نیمه نهایی | پرسپولیس        | ۱ – ۰ | الهلال | تهران، ایران |
|                        | کرمانی مقدم ۶۳' |       |        |              |

| ۱۲ مهر ۱۳۷۰ فینال | المحرق | ۰ – ۰ | پرسپولیس | محرق، بحرین |

| ۲۶ مهر ۱۳۷۰ فینال | پرسپولیس      | ۱ – ۰ | المحرق | تهران، ایران |
|                   | انصاری‌فرد ۵۲' |       |        |              |

#### ۱۹۹۲
| دور اول                                                                      | پرسپولیس | انصراف | صفا |  |
| یادداشت: با انصراف تیم صفا، پرسپولیس برنده اعلام شد و به مرحله بعد راه یافت. |          |        |     |  |

| ۳ مهر ۱۳۷۱ دور دوم | پرسپولیس | ۰ – ۰ | الفنجا | تهران          |
|                    |          |       |        | ورزشگاه: آزادی |

| ۱۰ مهر ۱۳۷۱ دور دوم | الفنجا | ۰ – ۲ | پرسپولیس              | فنجا، عمان |
|                     |        |       | استیلی ۷۴' · باوی ۸۹' |            |

| ۲۴ مهر ۱۳۷۱ دور سوم | پرسپولیس               | ۲ – ۰ | بنی یاس | تهران          |
|                     | پیوس ۸' · روزبهانی ۵۳' |       |         | ورزشگاه: آزادی |

| ۱ آبان ۱۳۷۱ دور سوم | بنی یاس | ۱ – ۱ | پرسپولیس | دبی، امارات متحده عربی |
|                     |         |       | عبدی ۷۰' |                        |

| ۲۲ آبان ۱۳۷۱ نیمه نهایی | پرسپولیس   | ۱ – ۰ | الاتحاد | تهران          |
|                         | درخشان ۸۹' |       |         | ورزشگاه: آزادی |

| ۲۹ آبان ۱۳۷۱ نیمه نهایی | الاتحاد | ۱ – ۱ | پرسپولیس       | جده، عربستان |
|                         | پ' (۱۳) |       | محمود کلهر ۲۱' |              |

| ۲۷ دی ۱۳۷۱ فینال | نیسان     | ۱ – ۱ | پرسپولیس     | یوکوهاما، ژاپن             |
| | رناتو ۸۲' |       | شیرمحمدی ۵۶' | ورزشگاه: ورزشگاه ملی توکیو |
| یادداشت: نادر باقری، به دلیل دریافت کارت زرد مقابل الاتحاد، این بازی را از دست داد. فرشاد پیوس و مجتبی محرمی به دلیل محرومیت یکساله در جام ملت‌های آسیا ۱۹۹۲، در این بازی نبودند. |           |       |              |                            |

| ۲۷ دی ۱۳۴۷ فینال | پرسپولیس | ۰ – ۱ | نیسان             | تهران                                                                                 |
|                  |          |       | نوگوئیرا جینو ۷۲' | ورزشگاه: ورزشگاه آزادی تماشاگران: ۱۰۰٬۰۰۰ داور: معال کیالی، علی بیطار فیاض، مسلم محمد |

#### ۱۹۹۳
| ۱۵ مرداد ۱۳۷۲ دور اول | پرسپولیس | ۰ – ۱ | السالمیه | تهران                  |
|                       |          |       |          | ورزشگاه: ورزشگاه آزادی |

| ۲۲ مرداد ۱۳۷۲ دور اول                                     | السالمیه | ۱ – ۲ | پرسپولیس                    | السالمیه، کویت |
|                                                           |          |       | داداش زاده · جمشید شاه‌محمدی |                |
| یادداشت: پرسپولیس با قانون گل زده در خانه حریف، برنده شد. |          |       |                             |                |

| ۱۹ شهریور ۱۳۷۲ دور سوم | پرسپولیس | ۱ – ۱ | العربی | تهران |
|                        | درخشان   |       |        |       |

| ۲۷ شهریور ۱۳۷۲ دور سوم | العربی | ۲ – ۱ | پرسپولیس   | دوحه، قطر |
|                        |        |       | داداش زاده |           |

#### ۱۹۹۶
| ۱۹ مرداد ۱۳۷۵ پلی آف ۱ | کپه‌داغ پوتولوف | ۰ – ۱ | پرسپولیس | عشق‌آباد، ترکمنستان |

| ۲۶ مرداد ۱۳۷۵ پلی آف ۱ | پرسپولیس | ۰ – ۰ | کپه‌داغ توپولوف | تهران |

| ۱ شهریور ۱۳۷۵ پلی آف ۲ | آلیما | ۳ – ۰ | پرسپولیس | سمی، قزاقستان |

| ۹ شهریور ۱۳۷۵ پلی آف ۲ | پرسپولیس                                                             | ۵ – ۰ | آلیما | تهران                            |
|                        | باقری '۲۳ · دایی ۴۴' (پ) ۶۳' · پیروانی ۶۰' · باقری ۷۹' · ترابیان ۸۵' | گزارش |       | ورزشگاه: آزادی تماشاگران: ۸۰٬۰۰۰ |

| ۱۸ آبان ۱۳۷۵ ۱ | پرسپولیس               | ۲ – ۱ | الزورا  | دوحه، قطر |
|                | شاهرودی ۳۹' · بزیک ۷۵' |       | حسن ۷۱' |           |

| ۲۰ آبان ۱۳۷۵ ۲ | النصر              | ۳ – ۲ | پرسپولیس             | دوحه، قطر |
|                | کندی ۷۰'، ۸۷'، ۸۹' |       | بزیک ۶۲' · عزیزی ۷۵' |           |

| ۲۲ آبان ۱۳۷۵ ۳ | الریان        | ۱ – ۲ | پرسپولیس       | دوحه، قطر |
|                | محمد مطلق ۶۵' |       | عزیزی ۴۴'، ۸۹' |           |

| تیم            | بازی | برد | مساوی | باخت | زده | خورده | تفاضل | امتیاز |
| -------------- | ---- | --- | ----- | ---- | --- | ----- | ----- | ------ |
| پرسپولیس تهران | ۳    | ۲   | ۰     | ۱    | ۶   | ۵     | +۱    | ۶      |
| الزورا         | ۳    | ۱   | ۱     | ۱    | ۳   | ۲     | +۱    | ۴      |
| النصر          | ۳    | ۱   | ۱     | ۱    | ۴   | ۴     | ۰     | ۴      |
| الریان         | ۳    | ۱   | ۰     | ۲    | ۳   | ۵     | −۲    | ۳      |

| ۱۷ اسفند ۱۳۷۵ نیمه نهایی | پرسپولیس              | ۱ – ۳ | پوهانگ استیلرز                      | شاه علم، مالزی            |
|                          | محرمی '۸۲ · عزیزی ۸۸' |       | پارک تائه-ها ۹'، ۸۶' · گل محمدی '۵۵ | ورزشگاه: ورزشگاه شاه عالم |

| ۱۹ اسفند ۱۳۷۵ رده‌بندی | پرسپولیس                                       | ۴ – ۱ | الزورا  | دوحه، قطر |
|                       | بزیک ۲۰' · مهدوی کیا ۳۰' · کریم باقری ۶۵'، ۸۰' |       | فوزی ۸' |           |

#### ۱۹۹۷
| ۱۸ مهر ۱۳۷۶ پلی آف ۲ | الزورا | ۰ – ۰ | پرسپولیس | بغداد، عراق |

| ۲۸ آذر ۱۳۷۶ پلی آف ۲ | پرسپولیس              | ۲ – ۰ | الزورا | تهران، ایران |
|                      | مهدوی کیا · رهبری فرد |       |        |              |

| ۳ اسفند ۱۳۷۶ ۱ | پرسپولیس  | ۱ – ۰ | الهلال | لبنان                   |
|                | مهدوی کیا |       |        | ورزشگاه: شهرداری طرابلس |

| ۵ اسفند ۱۳۷۶ ۲ | الانصار | ۰ – ۱ | پرسپولیس  | لبنان                   |
|                |         |       | مهدوی کیا | ورزشگاه: شهرداری طرابلس |

| ۷ اسفند ۱۳۷۶ ۳ | پرسپولیس | ۱ – ۱ | نوبهار | لبنان                   |
|                | امامی فر |       |        | ورزشگاه: شهرداری طرابلس |

| تیم            | بازی | برد | مساوی | باخت | زده | خورده | تفاضل | امتیاز |
| -------------- | ---- | --- | ----- | ---- | --- | ----- | ----- | ------ |
| پرسپولیس تهران | ۳    | ۲   | ۱     | ۰    | ۳   | ۱     | +۲    | ۷      |
| الهلال         | ۳    | ۲   | ۰     | ۱    | ۶   | ۳     | +۳    | ۶      |
| نوبهار نمنگان  | ۳    | ۰   | ۲     | ۱    | ۲   | ۴     | −۲    | ۲      |
| الانصار        | ۳    | ۰   | ۱     | ۲    | ۱   | ۴     | −۳    | ۱      |

| ۱۴ فروردین ۱۳۷۷ نیمه نهایی | پرسپولیس | ۰ – ۲ | دالیان واندا           | جزیره هنگ کنگ، هنگ کنگ   |
|                            |          |       | تائو ۳۲' · هایدونگ ۶۳' | ورزشگاه: ورزشگاه هنگ کنگ |

| ۱۶ فروردین ۱۳۷۷ رده‌بندی | پرسپولیس | ۱ – ۴ | الهلال | جزیره هنگ کنگ، هنگ کنگ   |
|                         | شاهرودی  |       |        | ورزشگاه: ورزشگاه هنگ کنگ |

#### ۱۹۹۹
| ۳۰ مهر ۱۳۷۸ پلی آف ۲ | پرسپولیس                                   | ۳ – ۰ | الانصار | تهران          |
|                      | هاشمی نسب ۴۴' '۵۸ · بزیک ۴۵' · باغمیشه ۸۵' |       |         | ورزشگاه: آزادی |

| ۱۶ آبان ۱۳۷۸ پلی آف ۲ | الانصار | ۰ – ۰ | پرسپولیس      | بیروت                  |
|                       |         |       | رهبری فرد '۷۰ | ورزشگاه: شهرداری بیروت |

| ۱۸ بهمن ۱۳۷۸ ۱ | پرسپولیس | ۰ – ۰ | الشرطه | ریاض             |
|                |          |       |        | ورزشگاه: ملک فهد |

| ۲۰ بهمن ۱۳۷۸ ۲ | پرسپولیس      | ۱ – ۰ | ایرتیش پاولودار | ریاض             |
|                | هاشمی نسب ۷۸' |       |                 | ورزشگاه: ملک فهد |

| ۲۲ بهمن ۱۳۷۸ ۳ | الهلال | ۰ – ۰ | پرسپولیس | ریاض             |
|                |        |       |          | ورزشگاه: ملک فهد |

| تیم             | بازی | برد | مساوی | باخت | زده | خورده | تفاضل | امتیاز |
| --------------- | ---- | --- | ----- | ---- | --- | ----- | ----- | ------ |
| الهلال          | ۳    | ۲   | ۱     | ۰    | ۳   | ۰     | +۳    | ۷      |
| پرسپولیس        | ۳    | ۱   | ۲     | ۰    | ۱   | ۰     | +۱    | ۵      |
| الشرطه          | ۳    | ۱   | ۱     | ۱    | ۳   | ۳     | ۰     | ۴      |
| ایرتیش پاولودار | ۳    | ۰   | ۰     | ۳    | ۲   | ۶     | −۴    | ۰      |

| ۱ اردیبهشت ۱۳۷۹ نیمه نهایی | جوبیلو ایواتا             | ۲ – ۰ | پرسپولیس | ریاض             |
|                            | تاکاهارا ۶۷' ناکایاما ۹۰' |       |          | ورزشگاه: ملک فهد |

| ۳ اردیبهشت ۱۳۷۹ رده‌بندی | پرسپولیس  | ۱ – ۰ | سوون سامسونگ | ریاض             |
|                         | کریمی ۷۵' |       |              | ورزشگاه: ملک فهد |

#### ۲۰۰۰
| ۳ شهریور ۱۳۷۹ پلی آف ۱ | الوکره | ۲ – ۴ | پرسپولیس                             | دوحه، قطر         |
|                        |        |       | کریمی ۵۰' ۵۵' اکبریان ۷۹' استیلی ۸۳' | ورزشگاه: حمد کبیر |

| ۱۷ شهریور ۱۳۷۹ پلی آف ۱ | پرسپولیس                                              | ۵ – ۱ | الوکره          | تهران، ایران   |
|                         | رأفت ۱۱' امامی‌فر ۱۳' رهبری فرد ۳۴' کریمی ۷۴' سراج ۷۶' |       | الکواری ۲۲' (پ) | ورزشگاه: آزادی |

| ۱۲ آبان ۱۳۷۹ پلی آف ۲ | پرسپولیس     | ۲ – ۰ | العین | تهران، ایران   |
|                       | رأفت ۱۹' ۵۴' |       |       | ورزشگاه: آزادی |

| ۲۶ آبان ۱۳۷۹ پلی آف ۲ | العین                     | ۲ – ۲ (و.ا.) | پرسپولیس                 | العین، امارات          |
|                       | اولیویرا ۵۸' خاطر ۷۲' (پ) |              | پیروانی ۸۱' خان‌محمدی ۹۰' | ورزشگاه: طحنون بن محمد |

| ۱۷ اسفند ۱۳۷۹ ۱ | پرسپولیس | ۰ – ۰ | الاتحاد | تهران، ایران   |
|                 |          |       |         | ورزشگاه: آزادی |

| ۱۹ اسفند ۱۳۷۹ ۲ | پرسپولیس | ۰ – ۰ | ایرتیش | تهران، ایران   |
|                 |          |       |        | ورزشگاه: آزادی |

| ۲۱ اسفند ۱۳۷۹ ۳ | پرسپولیس                                 | ۳ – ۱ | الهلال                                       | تهران                                                  |
|                 | کریمی ۴۵' انصاریان ۶۵' (پ) کاویانپور ۶۹' |       | الثنیان ۹' عبدالله جمعان الدوسری '۶۳ پرس '۷۸ | ورزشگاه: آزادی تماشاگران: ۳۰٬۰۰۰ داور: ماسایوشی اوکادا |

| Team     | بازی | برد | مساوی | باخت | زده | خورده | تفاضل | امتیاز |
| -------- | ---- | --- | ----- | ---- | --- | ----- | ----- | ------ |
| پرسپولیس | ۳    | ۱   | ۲     | ۰    | ۳   | ۱     | +۲    | ۵      |
| ایرتیش   | ۳    | ۱   | ۲     | ۰    | ۲   | ۱     | +۱    | ۵      |
| الاتحاد  | ۳    | ۱   | ۱     | ۱    | ۳   | ۲     | +۱    | ۴      |
| الهلال   | ۳    | ۰   | ۱     | ۲    | ۱   | ۵     | -۴    | ۱      |

#### ۲۰۰۲
| ۱۸ اسفند ۱۳۸۱ ۱ | پرسپولیس    | ۱ – ۰ | الطلبه | تاشکند، ازبکستان                         |
|                 | گل‌محمدی ۶۲' |       |        | ورزشگاه: مرکزی پاختاکور تماشاگران: ۵٬۰۰۰ |

| ۲۰ اسفند ۱۳۸۱ ۲ | پاختاکور  | ۱ – ۰ | پرسپولیس | تاشکند، ازبکستان                          |
|                 | سولیف ۲۲' |       |          | ورزشگاه: مرکزی پاختاکور تماشاگران: ۴۲٬۰۰۰ |

| ۲۲ اسفند ۱۳۸۱ ۳ | پرسپولیس                                   | ۴ – ۱ | نیسا          | تاشکند، ازبکستان                         |
|                 | خان‌محمدی ۱۴'، ۷۶' گل‌محمدی ۴۷' اصلانیان ۹۰' |       | مردوف ۸۶' (پ) | ورزشگاه: مرکزی پاختاکور تماشاگران: ۲٬۰۰۰ |

| تیم          | امتیاز | بازی | برد | مساوی | باخت | گل‌زده | گل‌خورده | تفاضل‌گل |
| ------------ | ------ | ---- | --- | ----- | ---- | ----- | ------- | ------- |
| پاختاکور     | ۹      | ۳    | ۳   | ۰     | ۰    | ۷     | ۰       | ۷+      |
| پرسپولیس     | ۶      | ۳    | ۲   | ۰     | ۱    | ۵     | ۲       | ۳+      |
| الطلبه       | ۳      | ۳    | ۱   | ۰     | ۲    | ۳     | ۴       | ۱-      |
| نیسا عشق‌آباد | ۰      | ۳    | ۰   | ۰     | ۳    | ۱     | ۱۰      | ۹-      |

#### ۲۰۰۹
| ۲۰ اسفند ۱۳۸۷ ۱ | پرسپولیس                              | ۳ – ۱ | الشارجه   | تهران                                                          |
| ۱۵:۰۰           | کریمی ۲۷' واحدی نیکبخت ۳۰' نوروزی ۳۴' |       | درویش ۵۴' | ورزشگاه: ورزشگاه آزادی تماشاگران: ۵۵٬۱۲۱ داور: کوالنکو والنتین |

| ۲۷ اسفند ۱۳۸۷ ۲ | الشباب | ۰ – ۰ | پرسپولیس | ریاض، عربستان                                                  |
| ۲۱:۰۰           |        |       |          | ورزشگاه: ورزشگاه ملک فهد تماشاگران: ۹٬۰۰۰ داور: یونگ میونگ چوی |

| ۱۹ فروردین ۱۳۸۸ ۳ | پرسپولیس                               | ۳ – ۱ | الغرافه       | تهران                                                             |
| ۱۶:۰۰             | زارع ۳۶' (پ) توره ۴۵' واحدی نیکبخت ۴۸' |       | فرناندائو ۶۹' | ورزشگاه: ورزشگاه آزادی تماشاگران: ۵۳٬۲۰۴ داور: کریستوفر متیو بریز |

| ۱ اردیبهشت ۱۳۸۸ ۴ | الغرافه                                   | ۵ – ۱ | پرسپولیس  | دوحه، قطر                                                 |
| ۲۰:۰۰             | لوسیو ۷' · مرسون ۴۲'، ۴۵'، ۸۱' · اکرم ۷۰' |       | کریمی ۷۶' | ورزشگاه: ورزشگاه الغرافه تماشاگران: ۱٬۰۰۰ داور: میشی مورا |

| ۱۶ اردیبهشت ۱۳۸۸ ۵ | الشارجه | v | پرسپولیس | شارجه، امارات            |
| |         |   |          | ورزشگاه: ورزشگاه الشارجه |
| یادداشت: تیم الشارجه از مسابقات انصراف داد و تمامی نتایجی که تیم‌های دیگر توسط این تیم بدست آوردند هم در نظر گرفته نشد. |         |   |          |                          |

| ۳۰ اردیبهشت ۱۳۸۸ ۶ | پرسپولیس  | ۱ – ۰ | الشباب | تهران                                                      |
|                    | خلیلی ۳۶' |       |        | ورزشگاه: ورزشگاه آزادی تماشاگران: ۳۱٬۳۲۱ داور: توجو مینورو |

| تیم      | بازی | برد | تساوی | باخت | گل‌زده | گل‌خورده | تفاضل‌گل | امتیاز |
| -------- | ---- | --- | ----- | ---- | ----- | ------- | ------- | ------ |
| پرسپولیس | ۴    | ۲   | ۱     | ۱    | ۵     | ۶       | ۱-      | ۷      |
| الشباب   | ۴    | ۲   | ۱     | ۱    | ۴     | ۲       | ۲+      | ۷      |
| الغرافه  | ۴    | ۱   | ۰     | ۳    | ۷     | ۸       | ۱-      | ۳      |

 باشگاه الشارجه انصراف خود را از رقابت‌ها در حالی که دو بازی باقی‌مانده بود اعلام کرد. بقیه نتایج مسابقات آن‌ها حذف شده است.

#### ۲۰۱۱
| ۱۱ اسفند ۱۳۸۹ ۱ | الاتحاد                      | ۳ – ۱ | پرسپولیس                                 | جده، عربستان                                                                 |
| ۲۰:۳۵           | زیایه ۱۳'، ۷۵' · نور ۴۸' (پ) |       | زارع ۱۹' · غلامرضا رضایی '۳۱ · احمدی '۴۷ | ورزشگاه: ورزشگاه امیر عبدالله فیصل تماشاگران: ۱۰٬۷۸۷ داور: سابخیدین محد صالح |

| ۲۵ اسفند ۱۳۸۹ ۲ | پرسپولیس                                                  | ۱ – ۱ | الوحده                 | تهران                                                          |
| ۱۷:۳۰           | غلامرضا رضایی '۲۷ · زارع '۳۵ · نورمحمدی '۵۶ · بادامکی ۶۶' |       | امین ۵۴' · الکمالی ۷۲' | ورزشگاه: ورزشگاه آزادی تماشاگران: ۱۵٬۰۰۰ داور: یوییچی نیشیمورا |

| ۱۶ فروردین ۱۳۹۰ ۳ | بنیادکار                | ۰ – ۰ | پرسپولیس                | تاشکند، ازبکستان                                          |
| ۱۸:۰۰             | جوردجوویچ '۵ کریموف '۸۱ |       | محمد '۵۶ علی‌عسگری '۹۰+۲ | ورزشگاه: ورزشگاه جار تماشاگران: ۷٬۰۰۰ داور: عبدالله ناواف |

| ۳۱ فروردین ۱۳۹۰ ۴ | پرسپولیس                        | ۱ – ۳ | بنیادکار                                                                      | تهران                                                         |
| ۱۷:۳۰             | محمد '۷۰ · زارعی '۸۱ · آرفی ۸۷' |       | جوراییف '۴ · کریموف '۳۹ ۷۱' (پ) · رجبوف ۶۰' · تریفونوویچ '۶۸ · کارپینتو ۹۰+۵' | ورزشگاه: ورزشگاه آزادی تماشاگران: ۳۱٬۷۶۵ داور: عبدالله بالیده |

| ۱۳ اردیبهشت ۱۳۹۰ ۵ | پرسپولیس                                    | ۳ – ۲ | الاتحاد                                         | تهران                                                     |
| ۱۷:۳۰              | علی‌عسگری ۱۴'، ۶۹' · آرفی ۱۶' '۸۷ · زارع '۳۹ |       | الراشد ۱۹' · المولد '۲۳ · کریری '۸۷ · برت '۹۰+۴ | ورزشگاه: ورزشگاه آزادی تماشاگران: ۲۵٬۴۸۶ داور: محسن باسما |

| ۲۰ اردیبهشت ۱۳۹۰ ۶ | الوحده                                         | ۲ – ۰ | پرسپولیس                          | دبی، امارات                                                      |
| ۲۰:۳۰              | صالح ۱۷' · خمیس '۲۲ · الشحی ۷۰' · القحطانی '۹۰ |       | نوروزی '۵۷ احمدی '۶۶ علی‌عسگری '۷۷ | ورزشگاه: ورزشگاه آل نهیان تماشاگران: ۱٬۹۰۰ داور: عبدالله الهلالی |

| تیم             | بازی | برد | تساوی | باخت | گل‌زده | گل‌خورده | تفاضل‌گل | امتیاز |
| --------------- | ---- | --- | ----- | ---- | ----- | ------- | ------- | ------ |
| الاتحاد عربستان | ۶    | ۳   | ۲     | ۱    | ۱۰    | ۵       | ۵+      | ۱۱     |
| بنیادکار        | ۶    | ۲   | ۳     | ۱    | ۸     | ۶       | ۲+      | ۹      |
| الوحده امارات   | ۶    | ۱   | ۳     | ۲    | ۶     | ۸       | ۲−      | ۶      |
| پرسپولیس        | ۶    | ۱   | ۲     | ۳    | ۶     | ۱۱      | ۵−      | ۵      |

#### ۲۰۱۲
| ۱۷ اسفند ۱۳۹۰ ۱ | الهلال                                                   | ۱ – ۱ | پرسپولیس          | ریاض، عربستان                                                                               |
| ۲۰:۳۰           | الفریدی '۳۸ · هوساوی '۴۰ · بیونگ سو-یو '۴۴ · الشلهوب ۵۴' |       | علی کریمی ۴۳' (پ) | ورزشگاه: ورزشگاه امیر فیصل بن فهد تماشاگران: ۹٬۵۷۴ داور: مین هو-لی مرد مسابقه: محمد الشلهوب |

| ۲ فروردین ۱۳۹۱ ۲ | پرسپولیس                                                               | ۶ – ۱ | الشباب                                              | تهران                                                                             |
| ۱۷:۰۰            | زاید ۸'، ۴۸'، ۵۴' · غلامرضا رضایی ۶۰' · کریمی ۶۲' (پ) · فشنگچی '۶۹ ۸۷' |       | ویلانویوا '۵ · حیدروف '۲۷ · سیل ۵۶' (پ) · قاسیم '۵۷ | ورزشگاه: ورزشگاه آزادی تماشاگران: ۸۲٬۷۰۰ داور: ماساکی بوما مرد مسابقه: ایمون زاید |

| ۱۶ فروردین ۱۳۹۱ ۳ | الغرافه      | ۰ – ۳ | پرسپولیس                                             | دوحه، قطر                                                                                 |
| ۱۸:۳۵             | تاردلی '۹۰+۳ |       | غلامرضا رضایی ۳' · زاید ۶' · کریمی '۵۷ · کاظمیان ۷۳' | ورزشگاه: ورزشگاه الغرافه تماشاگران: ۲٬۸۰۰ داور: عبدالله الهلالی مرد مسابقه: غلامرضا رضایی |

| ۲۹ فروردین ۱۳۹۱ ۴ | پرسپولیس  | ۱ – ۱ | الغرافه                                                              | تهران                                                                              |
| ۱۷:۰۰             | کریمی ۸۵' |       | شامی '۴۰ · العساس '۶۶ · یوسیف رامدان '۸۹ · مجیدی '۶۶ '۷۲ · کوی ۹۰+۱' | ورزشگاه: ورزشگاه آزادی تماشاگران: ۹۶٬۰۰۰ داور: روشن ایرماتوف مرد مسابقه: علی کریمی |

| ۱۲ اردیبهشت ۱۳۹۱ ۵ | پرسپولیس           | ۰ – ۱ | الهلال                               | تهران                                                                               |
| ۱۷:۰۰              | فشنگچی '۶۲ تال '۹۰ |       | هوساوی '۳۹ · الغنام '۵۲ · العربی ۵۸' | ورزشگاه: ورزشگاه آزادی تماشاگران: ۷۳٬۱۵۴ داور: کیم دونگ جین مرد مسابقه: یوسف العربی |

| ۲۶ اردیبهشت ۱۳۹۱ ۳ | الشباب             | ۱ – ۳ | پرسپولیس                                                      | دبی، امارات                                                                           |
| ۲۰:۰۰              | محمد ۸' · قاسم '۷۴ |       | آقازمانی '۱۴ · زاید ۴۳' · پولادی ۵۳' · نوری '۷۴ · بادامکی ۹۰' | ورزشگاه: مکتوم بن راشد آل مکتوم تماشاگران: ۵٬۸۸۲ داور: هان تای مرد مسابقه: ایمون زاید |

| تیم      | بازی | برد | تساوی | باخت | گل‌زده | گل‌خورده | تفاضل‌گل | امتیاز |
| -------- | ---- | --- | ----- | ---- | ----- | ------- | ------- | ------ |
| الهلال   | ۶    | ۳   | ۳     | ۰    | ۱۰    | ۷       | ۳+      | ۱۲     |
| پرسپولیس | ۶    | ۳   | ۲     | ۱    | ۱۴    | ۵       | ۹+      | ۱۱     |
| الغرافه  | ۶    | ۱   | ۳     | ۲    | ۷     | ۱۰      | ۳-      | ۶      |
| الشباب   | ۶    | ۰   | ۲     | ۴    | ۵     | ۱۴      | ۹-      | ۲      |

#### ۲۰۱۵
| ۵ اسفند ۱۳۹۳ ۱ | پرسپولیس                             | ۳ – ۰ | لخویا                         | تهران                                                                               |
| ۱۸:۳۰          | بنگر ۶۰' · نوروزی ۶۶' · نوری ۸۳' (پ) |       | کانگامبو '۷۵ لوئیز جونیور '۸۴ | ورزشگاه: آزادی تماشاگران: ۱۵٬۳۵۰ داور: کریشانتها دیلان پررا مرد مسابقه: هادی نوروزی |

| ۱۲ اسفند ۱۳۹۳ ۲ | بنیادکار   | ۰ – ۱ | پرسپولیس                      | تاشکند، ازبکستان                                                                      |
| ۱۸:۰۰           | کامل‌اف '۳۱ |       | نوری ۲۰' (پ) '۴۵+۲ · بنگر '۵۸ | ورزشگاه: ورزشگاه بنیادکار تماشاگران: ۲۱٬۲۸۵ داور: کیم دونگ-جین مرد مسابقه: سوشا مکانی |

| ۲۶ اسفند ۱۳۹۳ ۳ | النصر                                                            | ۳ – ۰ | پرسپولیس                                 | ریاض، عربستان                                                                   |
| ۲۰:۳۰           | میژیفسکی ۳۲' · السهلاوی '۷۶ · استویانوف ۸۶' '۹۰+۴ · الراهب ۹۰+۵' |       | نورمحمدی '۳۸ بنگر '۶۹ طارمی '۷۹ نوری '۸۸ | ورزشگاه: ملک فهد تماشاگران: ۲۰٬۳۱۵ داور: ریوجی ساتو مرد مسابقه: آدریان میژیفسکی |

| ۱۹ فروردین ۱۳۹۴ ۴ | پرسپولیس                                                                | ۱ – ۰ | النصر                          | تهران                                                                  |
| ۱۸:۳۰             | خانزاده '۴۵+۳ · طارمی ۶۲' (پ) · صادقیان '۶۹ · عالیشاه '۶۹ · مکانی '۹۰+۵ |       | آدمن '۵ حسین '۶۰ الجبرین '۹۰+۶ | ورزشگاه: آزادی تماشاگران: ۱۰۰٬۰۰۰ داور: ما نینگ مرد مسابقه: مهدی طارمی |

| ۲ اردیبهشت ۱۳۹۴ ۵ | لخویا                                                | ۳ – ۰ | پرسپولیس               | دوحه                                                                                |
| ۱۸:۳۰             | کانگامبو '۴۱ · مساکنی ۶۹' · تائه-هی ۸۳' · عفیف ۹۰+۳' |       | کفشگری '۳۱ اومانیا '۴۵ | ورزشگاه: عبدالله بن خلیفه تماشاگران: ۴٬۸۷۷ داور: بن ویلیامز مرد مسابقه: نام تائه-هی |

| ۱۶ اردیبهشت ۱۳۹۴ ۶ | پرسپولیس                               | ۲ – ۱ | بنیادکار                                              | تهران                                                                        |
| ۱۸:۳۰              | نوری ۴۹' (پ) · جورابایف ۷۳' (گل‌به‌خودی) |       | پیلیوسیان '۳۴ · رشیدوف ۶۶' · ایوبوف '۵۸ · الزواغی '۹۰ | ورزشگاه: آزادی تماشاگران: ۱۰۰٬۰۰۰ داور: یودای یاماماتو مرد مسابقه: محمد نوری |

| رتبه | تیم      | بازی | برد | مساوی | باخت | گ‌ز | گ‌خ | تفاضل | امتیاز | صلاحیت                    |
| ---- | -------- | ---- | --- | ----- | ---- | -- | -- | ----- | ------ | ------------------------- |
| ۱    | لخویا    | ۶    | ۴   | ۱     | ۱    | ۹  | ۵  | ۴+    | ۱۳     | صعود مستقیم به مرحله حذفی |
| ۲    | پرسپولیس | ۶    | ۴   | ۰     | ۲    | ۷  | ۷  | ۰     | ۱۲     | صعود مستقیم به مرحله حذفی |
| ۳    | النصر    | ۶    | ۲   | ۲     | ۲    | ۷  | ۶  | ۱+    | ۸      |                           |
| ۴    | بنیادکار | ۶    | ۰   | ۱     | ۵    | ۲  | ۷  | ۵-    | ۱      |                           |

|          | لخویا | پرسپولیس | بنیادکار | النصر |
| -------- | ----- | -------- | -------- | ----- |
| لخویا    | —     | ۰-۳      | ۰-۱      | ۱-۱   |
| پرسپولیس | ۰-۳   | —        | ۱-۲      | ۰-۱   |
| بنیادکار | ۱-۰   | ۱-۰      | —        | ۱-۰   |
| النصر    | ۳-۱   | ۰-۳      | ۱-۱      | —     |

منبع:AFC
| ۲۹ اردیبهشت ۱۳۹۴ ۱/۸ | پرسپولیس                                        | ۱ – ۰ | الهلال               | تهران                                                                              |
| ۱۹:۳۰                | عالیشاه '۶۵ · مکانی '۸۱ · دیگائو ۹۲' (گل‌به‌خودی) |       | الفرج '۳۴ · عابد '۷۰ | ورزشگاه: آزادی تماشاگران: ۱۰۰٬۰۰۰ داور: ناگور امیر نور محمد مرد مسابقه: مهدی طارمی |

#### ۲۰۱۷
| ۳ اسفند ۱۳۹۵ ۱ | پرسپولیس                     | ۱ – ۱ | الهلال      | مسقط، عمان                                                                                             |
| ۱۸:۳۰          | کامیابی نیا '۲۴ · مسلمان ۶۸' |       | ادواردو ۸۲' | ورزشگاه: مجموعه ورزشی سلطان قابوس تماشاگران: ۱۳٬۷۱۵ داور: کریشانتها دیلان پررا مرد مسابقه: محسن مسلمان |

| ۱۰ اسفند ۱۳۹۵ ۲ | الوحده                                             | ۲ – ۳ | پرسپولیس                                                                    | ابوظبی، امارات                                                                           |
| ۱۸:۴۰           | الغافری '۳۸ · مطر ۵۸' · والدیویا ۶۴' · عبدالله '۸۹ |       | امیری ۴' · محسن مسلمان '۴۸ · سروش رفیعی '۴۸ · طارمی ۸۰'، ۹۰' · بیرانوند '۸۷ | ورزشگاه: ورزشگاه آل نهیان تماشاگران: ۷٬۶۵۵ داور: محمد تقی الجعفری مرد مسابقه: مهدی طارمی |

| ۲۴ اسفند ۱۳۹۵ ۳ | الریان                                                         | ۳ – ۱ | پرسپولیس                                 | دوحه، قطر                                                                      |
| ۱۸:۵۵           | تاباتا ۱۹'، ۵۸' (پ) · العلی '۶۶ · میونگ جین '۸۶ · گارسیا ۹۰+۱' |       | طارمی ۶' · امیری '۳۹ · سیدجلال حسینی '۶۷ | ورزشگاه: جاسم بن حمد تماشاگران: ۴٬۱۷۰ داور: فو مینگ مرد مسابقه: رودریگو تاباتا |

| ۲۱ فروردین ۱۳۹۶ ۴ | پرسپولیس                                               | ۰ – ۰ | الریان               | تهران                                                                          |
| ۱۹:۰۰             | علیپور '۴ · طارمی ۴۴ · رفیعی '۷۶ · سیدجلال حسینی '۹۰+۲ |       | باری '۴۳ سوریا '۹۰+۴ | ورزشگاه: ورزشگاه آزادی تماشاگران: ۵۷٬۱۳۰ داور: ریوجی ساتو مرد مسابقه: عمر باری |

| ۴ اردیبهشت ۱۳۹۶ ۵ | الهلال                                   | ۰ – ۰ | پرسپولیس | مسقط، عمان                                                                                 |
| ۱۹:۳۰             | جحفلی '۵ البریک '۲۷ عبدالملک الخیبری '۵۱ |       |          | ورزشگاه: مجموعه ورزشی سلطان قابوس تماشاگران: ۱۰٬۱۷۷ داور: مهند قاسم مرد مسابقه: مهدی طارمی |

| ۱۸ اردیبهشت ۱۳۹۶ ۶ | پرسپولیس                        | ۴ – ۲ | الوحده                                                                         | تهران                                                                 |
| ۱۹:۵۵              | رفیعی ۱۷' · طارمی ۲۰'، ۵۴'، ۷۰' |       | والدیویا '۱۹ · الاکبری ۳۴' · تاگلیابوئه ۵۱' · سالم سلطان '۵۴ · بالاژ جوجاک '۸۰ | ورزشگاه: آزادی تماشاگران: ۴۳٬۱۶۰ داور: فو مینگ مرد مسابقه: مهدی طارمی |

| تیم      | بازی | برد | مساوی | باخت | گل‌زده | گل‌خورده | تفاضل‌گل | امتیاز |
| -------- | ---- | --- | ----- | ---- | ----- | ------- | ------- | ------ |
| الهلال   | ۶    | ۳   | ۳     | ۰    | ۱۰    | ۷       | ۳+      | ۱۲     |
| پرسپولیس | ۶    | ۲   | ۳     | ۱    | ۹     | ۸       | ۱+      | ۹      |
| الریان   | ۶    | ۲   | ۱     | ۳    | ۱۰    | ۱۳      | ۳–      | ۷      |
| الوحده   | ۶    | ۱   | ۱     | ۴    | ۱۲    | ۱۳      | ۱-      | ۴      |

| الهلال | پرسپولیس | الریان | الوحده |
| ------ | -------- | ------ | ------ |
| —      | ۰–۰      | ۲–۱    | ۱–۰    |
| ۱–۱    | —        | ۰–۰    | ۴–۲    |
| ۳–۴    | ۳–۱      | —      | ۱–۲    |
| ۲–۲    | ۲–۳      | ۱–۵    | —      |

| ۳۱ مرداد ۱۳۹۶ ۱/۴ | پرسپولیس                    | ۲ – ۲ | الاهلی                                         | مسقط، عمان                                                                        |
| ۲۰:۳۰             | خلیل‌زاده ۷۲' '۸۶ · منشا ۸۴' | گزارش | عمر السومه ۲' · لئوناردو ۵۸' · صالح العمری '۴۱ | ورزشگاه: سلطان قابوس تماشاگران: ۶٫۵۰۰ داور: ادهم المخادمه مرد مسابقه: صالح العمری |

| ۲۱ شهریور ۱۳۹۶ ۱/۴ | الاهلی                                               | ۱ – ۳ | پرسپولیس | ابوظبی، امارات متحده عربی                                                       |
| ۱۹:۴۵              | صالح العمری ۵۲' · ولید باخشوین '۳۶ · معتز هوساوی '۸۱ | گزارش | علیپور ۵' · منشا ۸۳' (پنالتی) · طارمی '۵۶ ۹۴' (پنالتی) · کامیابی نیا '۱۲ · مسلمان '۳۷ · انصاری '۷۳ · ماهینی '۸۷ | ورزشگاه: محمد بن زاید تماشاگران: ۵٫۸۲۰ داور: ما نینگ مرد مسابقه: محسن ربیع خواه |

| ۴ مهر ۱۳۹۶ نیمه نهایی | الهلال                                                                               | ۴ – ۰ | پرسپولیس   | ابوظبی، امارات متحده عربی                                                          |
| ۱۹:۳۰                 | عمر خربین ۳۱'، ۵۴'، ۸۱' · یاسر الشهرانی ۴۰' · عبدالله عطیف '۴۸ '۴۹ · سلمان الفرج '۸۴ | گزارش | ماهینی '۸۷ | ورزشگاه: محمد بن زاید تماشاگران: ۱۱٫۳۲۱ داور: کیم جونگ-هیئوک مرد مسابقه: عمر خربین |

| ۲۵ مهر ۱۳۹۶ نیمه نهایی | پرسپولیس                   | ۲ – ۲ | الهلال                      | مسقط، عمان                                                                     |
| ۲۰:۰۰                  | منشا ۱۷'، ۶۲' · انصاری '۲۷ | گزارش | عمر خربین ۳۰' (پنالتی)، ۷۶' | ورزشگاه: سلطان قابوس تماشاگران: ۳٬۲۵۰ داور: احمد الکاف مرد مسابقه: گادوین منشأ |

#### ۲۰۱۸
| ۲۴ بهمن ۱۳۹۶ ۱ | پرسپولیس                   | ۳ – ۰ | نسف قرشی                | تهران، ایران                                                              |
| ۱۷:۱۵          | منشا ۲۰' · علیپور ۶۶'، ۷۱' | گزارش | موخیدینوف '۳۸ لوکیچ '۶۳ | ورزشگاه: آزادی تماشاگران: ۲۵٬۸۳۰ داور: کیم دونگ‌جین مرد مسابقه: علی علیپور |

| ۱ اسفند ۱۳۹۶ ۲ | السد                           | ۳ – ۱ | پرسپولیس                                                       | دوحه، قطر                                                                                     |
| ۱۹:۰۰          | بونجاح ۳۶'، ۵۱' · خوخی ۶۶' '۸۰ | گزارش | خلیل‌زاده '۳۵ · احمدزاده '۶۰ · سید جلال حسینی '۷۵ · نعمتی ۹۰+۴' | ورزشگاه: ورزشگاه جاسم بن حمد تماشاگران: ۵٬۸۴۲ داور: محمد تقی الجعفری مرد مسابقه: بغداد بونجاح |

| ۱۴ اسفند ۱۳۹۶ ۳ | پرسپولیس                                          | ۲ – ۰ | الوصل | تهران، ایران                                                               |
| ۱۷:۱۵           | احمدزاده ۳۶' · علیپور ۴۱' (پنالتی) · بیرانوند '۸۷ | گزارش |       | ورزشگاه: آزادی تماشاگران: ۳۳٬۱۷۰ داور: علی صباح مرد مسابقه: فرشاد احمدزاده |

| ۲۲ اسفند ۱۳۹۶ ۴ | الوصل                              | ۰ – ۱ | پرسپولیس                       | دبی، امارات                                                              |
| ۱۸:۴۵           | النقبی '۱۷ الزعابی '۲۱ الجنیبی '۳۱ |       | ۳۷' کامیابی‌نیا · '۴۵+۲خلیل‌زاده | ورزشگاه: زعبیل تماشاگران: ۵٬۸۴۱ داور: ما نینگ مرد مسابقه: فرشاد احمدزاده |

| ۱۳ فروردین ۱۳۹۷ ۵ | نسف قرشی   | ۰ – ۰ | پرسپولیس                    | نخشب، ازبکستان                                                                                  |
| ۱۹:۰۰             | گانیوف '۷۶ |       | ربیع‌خواه '۸۳ نوراللهی '۹۰+۴ | ورزشگاه: ورزشگاه مرکزی قرشی تماشاگران: ۱۸٬۳۴۹ داور: علی عبدالنبی مرد مسابقه: اودیلجون هامرابکوف |

| ۲۷ فروردین ۱۳۹۷ ۶ | پرسپولیس                                           | ۱ – ۰ | السد               | تهران، ایران                                                                       |
| ۱۹:۳۰             | پورعلی‌گنجی '۳ نعمتی '۳۸ حسینی '۴۵+۱ خلیل‌زاده '۹۰+۵ |       | رو رو '۴۳ ژاوی '۷۳ | ورزشگاه: آزادی تماشاگران: ۳۲٬۱۷۰ داور: کریشانتها دیلان پررا مرد مسابقه: صادق محرمی |

| تیم      | بازی | برد | مساوی | باخت | گل‌زده | گل‌خورده | تفاضل‌گل | امتیاز |
| -------- | ---- | --- | ----- | ---- | ----- | ------- | ------- | ------ |
| پرسپولیس | ۶    | ۴   | ۱     | ۱    | ۸     | ۳       | ۵+      | ۱۳     |
| السد     | ۶    | ۴   | ۰     | ۲    | ۱۱    | ۵       | ۶+      | ۱۲     |
| نسف قرشی | ۶    | ۳   | ۱     | ۲    | ۴     | ۸       | ۴-      | ۱۰     |
| الوصل    | ۶    | ۰   | ۰     | ۶    | ۳     | ۱۰      | ۷-      | ۰      |

|          | پرسپولیس | السد | الوصل | نسف‌قرشی |
| -------- | -------- | ---- | ----- | ------- |
| پرسپولیس | —        | ۰-۱  | ۰-۲   | ۳–۰     |
| السد     | ۱-۳      | —    | ۱-۲   | ۰-۴     |
| الوصل    | ۱-۰      | ۲-۱  | —     | ۲-۱     |
| نسف‌قرشی  | ۰-۰      | ۰-۱  | ۰-۱   | —       |

| ۱۷ اردیبهشت ۱۳۹۷ ۱/۸ | الجزیره                                                             | ۳ – ۲ | پرسپولیس                                    | ابوظبی، امارات                                                                             |
| ۲۰:۰۰                | رشید '۱۷ · مبخوت ۵۲' · رومارینیو '۶۹ ۷۷' · بوصوفه '۸۸ · مبارک ۹۰+۶' |       | علیپور ۴۲' · منشا ۸۴' (پ) · کامیابی نیا '۱۱ | ورزشگاه: ورزشگاه محمد بن زاید تماشاگران: ۵٬۸۲۱ داور: هیروکی ناکامورا مرد مسابقه: علی مبخوت |

| ۲۴ اردیبهشت ۱۳۹۷ ۱/۸                                                            | پرسپولیس                                                         | ۲ – ۱ | الجزیره       | تهران، ایران                                                              |
| ۱۹:۳۰                                                                           | نوراللهی ۶۳' · حسینی ۸۹' · ماهینی '۴۵ · نعمتی '۴۹ · احمدزاده '۶۰ |       | رومارینیو ۷۰' | ورزشگاه: آزادی تماشاگران: ۹۰٬۰۰۰ داور: ما نینگ مرد مسابقه: سید جلال حسینی |
| یادداشت: پرسپولیس با قانون گل زده در خانه حریف به مرحله یک‌چهارم نهایی صعود کرد. |                                                                  |       |               |                                                                           |

| ۶ شهریور ۱۳۹۷ ۱/۴ | الدحیل                                | ۱ – ۰ | پرسپولیس                        | دوحه، قطر                                                                                  |
| ۱۸:۳۰             | المعز علی ۱۵' · مادیبو '۶۰ · مندز '۷۴ |       | سیامک نعمتی '۷۷ محمد انصاری '۸۹ | ورزشگاه: ورزشگاه عبدالله بن خلیفه تماشاگران: ۶٬۶۵۰ داور: مهند قاسم مرد مسابقه: نام تائه-هی |

| ۲۶ شهریور ۱۳۹۷ ۱/۴ | پرسپولیس | ۳ – ۱ | الدحیل                                    | تهران، ایران                                                                            |
| ۱۸:۳۰              | کامیابی نیا '۱۲ · انصاری '۲۷ · شجاع خلیل‌زاده '۴۸ · حسینی ۵۷' · البریک ۷۶' (گل‌به‌خودی) · منشا ۷۸' · علیپور '۸۶ |       | بودیاف ۳۳' · بسام الراوی '۸۶ · موسی '۹۰+۳ | ورزشگاه: ورزشگاه آزادی تماشاگران: ۷۱٬۳۱۲ داور: روشن ایرماتوف مرد مسابقه: سید جلال حسینی |

| ۱۰ مهر ۱۳۹۷ نیمه نهایی | السد      | ۰ – ۱ | پرسپولیس                                                | دوحه، قطر                                                                                       |
| ۱۸:۴۵                  | الشیب '۸۵ |       | نعمتی '۱۳ · عالیشاه '۳۹ · بیرانوند '۷۶ · علیپور ۸۶' (پ) | ورزشگاه: ورزشگاه جاسم بن حمد تماشاگران: ۹٬۰۸۷ داور: هتیکام‌کامانج پریرا مرد مسابقه: حامد اسماعیل |

| ۱ آبان ۱۳۹۷ نیمه نهایی | پرسپولیس                    | ۱ – ۱ | السد       | تهران                                                                                      |
| ۱۸:۳۰                  | نعمتی ۴۹' · کامیابی نیا '۷۳ |       | بونجاح ۱۸' | ورزشگاه: ورزشگاه آزادی تماشاگران: ۸۱٬۳۵۰ داور: والنتین کوالنکو مرد مسابقه: علیرضا بیرانوند |

| ۱۲ آبان ۱۳۹۷ فینال | کاشیما آنتلرز                     | ۲ – ۰ | پرسپولیس                      | کاشیما                                                                             |
| ۰۹:۳۰              | سیلوا ۵۸' · سرجینیو ۷۰' · آبه '۱۱ |       | نعمتی'۶۲،'۹۰+۳ · خلیل‌زاده '۷۲ | ورزشگاه: ورزشگاه کاشیما ساکر تماشاگران: ۳۵٬۰۲۲ داور: ما نینگ مرد مسابقه: لئو سیلوا |

| ۱۹ آبان ۱۳۹۷ فینال | پرسپولیس | ۰ – ۰ | کاشیما آنتلرز                   | تهران                                                                              |
| ۱۸:۳۰              |          |       | سیلوا '۴۳ نیشی '۷۰ ناگاکی '۹۰+۱ | ورزشگاه: ورزشگاه آزادی تماشاگران: ۱۰۰٬۰۰۰ داور: احمد الکاف مرد مسابقه: گادوین منشأ |

#### ۲۰۱۹
| ۱۴ اسفند ۱۳۹۷ ۱ | پرسپولیس                              | ۱ – ۱ | پاختاکور                                          | تهران، ایران                                                                   |
| ۱۸:۳۰           | بودیمیر ۲۵' · ترابی '۷۰ · حسینی '۷۵ · |       | بیکمائف ۵' · علیجئف '۲۱ · سیفیف '۲۲ · کوواتوف '۹۶ | ورزشگاه: آزادی تماشاگران: ۴۶٬۳۵۰ داور: ادهم المخادمه مرد مسابقه: ماریو بودیمیر |

| ۲۱ اسفند ۱۳۹۷ ۲ | السد                           | ۱ – ۰ | پرسپولیس              | دوحه، قطر                                                                                |
| ۱۹:۱۵           | بونجاح ۵+۹۰'، '۶+۹۰ · عفیف '۹۰ |       | خلیل‌زاده '۳۱ شیری '۶۱ | ورزشگاه: ورزشگاه جاسم بن حمد تماشاگران: ۸٬۰۵۳ داور: کیم دونگ‌جین مرد مسابقه: بغداد بونجاح |

| ۲۰ فروردین ۱۳۹۸ ۳ | پرسپولیس                                            | ۲ – ۰ | الاهلی                  | دبی، امارات                                                                        |
| ۲۰:۰۰             | خلیل‌زاده ۱۸' · علیپور ۴۸' · رسن '۶۰ · بودیمیر '۷۶ · |       | عبدالغنی '۷۶ المولد '۹۱ | ورزشگاه: ورزشگاه زعبیل تماشاگران: ۱٬۸۷۸ داور: هیروکی کیمورا مرد مسابقه: مهدی ترابی |

| ۲ اردیبهشت ۱۳۹۸ ۴ | الاهلی                                        | ۲ – ۱ | پرسپولیس                        | دبی، امارات                                                                   |
| ۲۰:۰۰             | السومه ۳۰' (پ)، ۸۳' · دجانینی '۵۰ · ترمین '۸۶ |       | خلیل‌زاده ۹۰+۳' '۵۸ · علیپور '۴۹ | ورزشگاه: ورزشگاه آل مکتوم تماشاگران: ۷۸۷ داور: ما نینگ مرد مسابقه: عمر السومه |

| ۱۶ اردیبهشت ۱۳۹۸ ۵ | پاختاکور                  | ۱ – ۰ | پرسپولیس | تاشکند، ازبکستان                                                                                 |
| ۱۷:۳۰              | سرگیف ۸۶' · ماشاریپوف '۶۵ |       |          | ورزشگاه: ورزشگاه مرکزی پاختاکور تماشاگران: ۱۷٬۳۵۰ داور: کریس بیس مرد مسابقه: جلال‌الدین ماشاریپوف |

| ۳۰ اردیبهشت ۱۳۹۸ ۶ | پرسپولیس                                                 | ۲ – ۰ | السد     | تهران، ایران                                              |
| ۱۹:۳۰ | ترابی ۱۷' '۸۶ · علیپور ۶۷' · خلیل‌زاده '۵۷ · بیرانوند '۶۰ |       | میگل '۶۵ | ورزشگاه: آزادی تماشاگران: ۱۱٬۳۹۰ داور: هتیکمکانامگه پریرا |
| یادداشت: ژاوی هرناندز اسطوره باشگاه بارسلونا، در این مسابقه آخرین بازی خود در دوران فوتبالی اش را انجام داد. به همین دلیل باشگاه پرسپولیس طی مراسمی کوتاه در ابتدای بازی از این بازیکن تقدیر به عمل آورد. |                                                          |       |          |                                                           |

| تیم      | بازی | برد | مساوی | باخت | گل‌زده | گل‌خورده | تفاضل‌گل | امتیاز |
| -------- | ---- | --- | ----- | ---- | ----- | ------- | ------- | ------ |
| السد     | ۶    | ۳   | ۱     | ۲    | ۷     | ۸       | ۱-      | ۱۰     |
| الاهلی   | ۶    | ۳   | ۰     | ۳    | ۷     | ۷       | ۰       | ۹      |
| پاختاکور | ۶    | ۲   | ۲     | ۲    | ۷     | ۷       | ۰       | ۸      |
| پرسپولیس | ۶    | ۲   | ۱     | ۳    | ۶     | ۵       | ۱+      | ۷      |

|          | پرسپولیس | السد | الاهلی | پاختاکور |
| -------- | -------- | ---- | ------ | -------- |
| پرسپولیس | —        | ۰-۲  | ۲–۰    | ۱–۱      |
| السد     | ۱–۰      | —    | ۱-۲    | ۱-۲      |
| الاهلی   | ۱-۲      | ۲–۰  | —      | ۱-۲      |
| پاختاکور | ۰-۱      | ۲–۲  | ۱–۰    | —        |

#### ۲۰۲۰
| ۲۲ بهمن ۱۳۹۸ ۱ | الدحیل                                                     | ۲ – ۰ | پرسپولیس | دوحه، قطر                                                                               |
| ۱۸:۴۵          | مانژوکیچ ۵'، '۸۲ · جونیور ۱۳' · مادیبو '۴۴ · احمد یاسر '۷۲ | گزارش |          | ورزشگاه: عبدالله بن خلیفه تماشاگران: ۳٬۷۸۰ داور: عزیز عظیموف مرد مسابقه: ماریو مانژوکیچ |

| ۲۹ بهمن ۱۳۹۸ ۲ | الشارجه                                    | ۲ – ۲ | پرسپولیس        | شارجه، امارات                                                           |
| ۱۹:۰۵          | خلفان ۲۶' · مندز ۴۶' · صالح '۶۲ · سرور '۷۶ |       | علیپور ۱۰'، ۲۷' | ورزشگاه: الشارجه تماشاگران: ۵٬۲۰۰ داور: کریس بیس مرد مسابقه: علی علیپور |

| ۲۵ شهریور ۱۳۹۹ ۳ | پرسپولیس                                | ۱ – ۰ | التعاون    | دوحه، قطر                                                                  |
| ۲۲:۳۰            | نعمتی '۲۷ · نوراللهی '۴۱ · خلیل‌زاده ۸۳' |       | الموسی '۸۵ | ورزشگاه: شهر آموزش تماشاگران: ۰ داور: احمد الکاف مرد مسابقه: شجاع خلیل‌زاده |

| ۲۸ شهریور ۱۳۹۹ ۴ | التعاون             | ۰ – ۱ | پرسپولیس                               | دوحه، قطر                                                              |
| ۲۲:۳۰            | اسیری '۱۸ امیسی '۶۴ |       | رسن ۴۸' (پنالتی) · رمضانی '۸۷ · لک '۸۷ | ورزشگاه: شهر آموزش تماشاگران: ۰ داور: مهند قاسم مرد مسابقه: وحید امیری |

| ۳۱ شهریور ۱۳۹۹ ۵ | پرسپولیس     | ۰ – ۱ | الدحیل                                                             | دوحه، قطر                                                                      |
| ۱۸:۳۰            | خلیل‌زاده '۲۷ |       | لوئیز جونیور '۲۲ · علی ۶۰' (پنالتی) · رضاییان '۱+۹۰ · البکری '۴+۹۰ | ورزشگاه: شهر آموزش تماشاگران: ۰ داور: هتیکمکانامگه پریرا مرد مسابقه: المعز علی |

| ۳ مهر ۱۳۹۹ ۶ | پرسپولیس                                                                        | ۴ – ۰ | الشارجه | دوحه، قطر                                                                      |
| ۲۱:۳۰        | خلیل‌زاده ۲' · آل کثیر ۴۱' · امیری ۴۴' · عبدی ۱+۹۰' · عالیشاه '۸۳ · رمضانی '۵+۹۰ |       |         | ورزشگاه: جاسم بن حمد تماشاگران: ۰ داور: ایلگیز تانتاشف مرد مسابقه: سیامک نعمتی |

| رتبه | تیم      | بازی | برد | مساوی | باخت | گل زده | گل خورده | گل تفاضل | امتیاز | صلاحیت        |     | پرسپولیس | التعاون | الدحیل | الشارجه |
| ---- | -------- | ---- | --- | ----- | ---- | ------ | -------- | -------- | ------ | ------------- | --- | -------- | ------- | ------ | ------- |
| ۱    | پرسپولیس | ۶    | ۳   | ۱     | ۲    | ۸      | ۵        | ۳+       | ۱۰     | یک هشتم نهایی |     | —        | 1–0     | 0–1    | 4–0     |
| ۲    | التعاون  | ۶    | ۳   | ۰     | ۳    | ۴      | ۸        | ۴−       | ۹      | یک هشتم نهایی |     | 0–1      | —       | 2–0    | 0–6     |
| ۳    | الدحیل   | ۶    | ۳   | ۰     | ۳    | ۷      | ۸        | ۱−       | ۹      |               |     | 1–0      | 0–1     | —      | 2–1     |
| ۴    | الشارجه  | ۶    | ۲   | ۱     | ۳    | ۱۳     | ۱۱       | ۲+       | ۷      |               | 2–2 | 0–1      | 4–2     | —      |         |

| ۶ مهر ۱۳۹۹ ۱/۸ | پرسپولیس                                              | ۱ – ۰ | السد         | دوحه، قطر                                                                            |
| ۱۷:۱۰          | امیری '۶۴ · سرلک '۸۱ · آل کثیر ۸۸'، '۸۹ · نعمتی '۲+۹۰ | گزارش | بونجاح '۱+۹۰ | ورزشگاه: شهر آموزش تماشاگران: ۰ داور: کو هیونگ جین مرد مسابقه: محمدحسین کنعانی‌زادگان |

| ۹ مهر ۱۳۹۹ ۱/۴ | پرسپولیس         | ۲ – ۰ | پاختاکور      | دوحه، قطر                                                                      |
| ۲۱:۱۵          | آل کثیر ۴۹'، ۶۶' | گزارش | ماشاریپوف '۱۷ | ورزشگاه: جاسم بن حمد تماشاگران: ۰ داور: ادهم المخادمه مرد مسابقه: عیسی آل کثیر |

| ۱۲ مهر ۱۳۹۹ نیمه نهایی           | النصر                                                           | ۱ – ۱ (و.ا.) (۳ – ۵ پنالتی)                    | پرسپولیس                                                 | دوحه، قطر                                                                     |
| ۱۸:۳۰                            | حمدالله ۳۶' (پنالتی) · عبدالمجید الصلیهم '۴۹ · عبدالله مادو '۷۸ | گزارش                                          | خلیل‌زاده '۳۷ · عبدی ۴۲' · پهلوان '۸۴، '۱۰۴ · امیری '۱+۹۰ | ورزشگاه: جاسم بن حمد تماشاگران: ۰ داور: محمد تقی الجعفری مرد مسابقه: بشار رسن |
|                                  | ضربات پنالتی                                                    |                                                |                                                          |                                                                               |
| مادو · مارتینس · العبید · مایکون |                                                                 | کنعانی‌زادگان · نعمتی · سرلک · خلیل‌زاده · شجاعی |                                                          |                                                                               |

| ۲۹ آذر ۱۳۹۹ فینال | پرسپولیس | ۱ – ۲ | اولسان هیوندای                                                          | دوحه، قطر                                                                      |
| ۱۵:۳۰             | عبدی ۴۵' | گزارش | جونیور '۴+۴۵، ۴+۴۵'، ۵۵' (پنالتی)، '۸۲ · بولتوش '۷۹ · کیم ته هوان '۶+۹۰ | ورزشگاه: الجنوب تماشاگران: ۸٬۵۱۷ داور: عبدالرحمن الجاسم مرد مسابقه: میلاد سرلک |

#### ۲۰۲۱
| ۲۵ فروردین ۱۴۰۰ ۱ | پرسپولیس                | ۱ – ۰ | الوحده               | مارگائو، هند                                                      |
| ۱۹:۰۰             | حسینی ۴۰' · عالیشاه '۵۵ |       | رشید '۲۵ اسماعیل '۴۳ | ورزشگاه: فاتوردا داور: هیرویوکی کیمورا مرد مسابقه: سید جلال حسینی |

| ۲۸ فروردین ۱۴۰۰ ۲ | الریان                                             | ۱ – ۳ | پرسپولیس                          | مارگائو، هند                                                       |
| ۲۱:۳۰             | علاءالدین '۷ · الحضرمی ۱۹' · کوم '۵۱ · ترائوره '۵۹ |       | کامیابی نیا ۴۷' · مغانلو ۴۹'، ۵۷' | ورزشگاه: فاتوردا داور: ایلگیز تانتاشف مرد مسابقه: کمال کامیابی نیا |

| ۳۱ فروردین ۱۴۰۰ ۳ | پرسپولیس                                     | ۲ – ۱ | گوآ                        | مارگائو، هند                                            |
| ۲۱:۳۰             | ترابی ۱۸' (پ) · حسینی ۲۵' · کنعانی‌زادگان '۴۱ |       | بدیا ۱۴' '۶۵ · فرناندز '۱۰ | ورزشگاه: فاتوردا داور: هنان هتان مرد مسابقه: دیراج سینگ |

| ۳ اردیبهشت ۱۴۰۰ ۴ | گوآ                           | ۰ – ۴ | پرسپولیس                                                   | مارگائو، هند                                                     |
| ۲۱:۳۰             | دکونا '۱۵ کومار '۴۱ پریرا '۷۲ |       | مغانلو ۲۴' · ترابی ۴۲' (پ) · آل کثیر ۴۷' · کامیابی نیا ۵۸' | ورزشگاه: فاتوردا داور: هیرویوکی کیمورا مرد مسابقه: شهریار مغانلو |

| ۶ اردیبهشت ۱۴۰۰ ۵ | الوحده                                                                              | ۱ – ۰ | پرسپولیس              | مارگائو، هند                                                 |
| ۱۹:۰۰             | ماتاوز ۶' · جمعه '۱۳ · الکربی '۴۵+۴ · الحربی '۷۱ · انور '۸۳ · الشمسی '۸۵ · حامد '۸۷ |       | ترابی '۴۵+۴ امیری '۷۶ | ورزشگاه: فاتوردا داور: ایلگیز تانتاشف مرد مسابقه: تیم ماتاوز |

| ۹ اردیبهشت ۱۴۰۰ ۶ | پرسپولیس                                                         | ۴ – ۲ | الریان                                            | مارگائو، هند                                                  |
| ۱۹:۰۰             | مغانلو '۱۲ ۲۷' · پهلوان ۳۴' · کنعانی‌زادگان '۵۴ ۶۸' · آل کثیر ۷۳' |       | احمد '۴۲ · بولی ۴۸'، ۷۲' · خلیل‌زاده '۵۲ · کوم '۷۹ | ورزشگاه: فاتوردا داور: هیرویوکی کیمورا مرد مسابقه: مهدی ترابی |

| رتبه | تیم      | بازی | ب | م | با | گ ز | گ خ | ت گ | امتیاز | صلاحیت               |
| ---- | -------- | ---- | - | - | -- | --- | --- | --- | ------ | -------------------- |
| ۱    | پرسپولیس | ۶    | ۵ | ۰ | ۱  | ۱۴  | ۵   | ۹+  | ۱۵     | صعود به یک‌هشتم نهایی |
| ۲    | الوحده   | ۶    | ۴ | ۱ | ۱  | ۷   | ۳   | ۴+  | ۱۳     | صعود به یک‌هشتم نهایی |
| ۳    | گوآ (م)  | ۶    | ۰ | ۳ | ۳  | ۲   | ۹   | ۷-  | ۳      |                      |
| ۴    | الریان   | ۶    | ۰ | ۲ | ۴  | ۶   | ۱۲  | ۶-  | ۲      |                      |

| گروه E   | ایران | قطر | هند | امارات متحده عربی |
| -------- | ----- | --- | --- | ----------------- |
| پرسپولیس | —     | ۲-۴ | ۱-۲ | ۰-۱               |
| الريان   | ۳-۱   | —   | ۱-۱ | ۱-۰               |
| گوآ      | ۴-۰   | ۰-۰ | —   | ۲-۰               |
| الوحده   | ۰-۱   | ۲-۳ | ۰-۰ | —                 |

| گروه E   | ایران | قطر | هند | امارات متحده عربی |
| -------- | ----- | --- | --- | ----------------- |
| پرسپولیس | —     | ۲-۴ | ۱-۲ | ۰-۱               |
| الريان   | ۳-۱   | —   | ۱-۱ | ۱-۰               |
| گوآ      | ۴-۰   | ۰-۰ | —   | ۲-۰               |
| الوحده   | ۰-۱   | ۲-۳ | ۰-۰ | —                 |

| ۲۳ شهریور ۱۴۰۰ ۱/۸ | استقلال دوشنبه | ۰–۱              | پرسپولیس                        | دوشنبه، تاجیکستان                                           |
| ۱۹:۳۰              | صفروف '۸۰      | گزارش خلاصه بازی | '۱۹ فرجی · '۷۹ سرلک · ۹۰' ترابی | ورزشگاه: پامیر داور: هیرویوکی کیمورا مرد مسابقه: مهدی ترابی |

| ۲۴ مهر ۱۴۰۰ ۱/۴ | پرسپولیس                              | ۰–۳              | الهلال                                                     | ریاض، عربستان سعودی                                        |
| ۲۱:۰۰           | اسدی '۳۵ آقایی '۴۷ فرجی '۵۷ شریفی '۸۰ | گزارش خلاصه بازی | س. الدوسری ۲۷' · گومیس ۵۰'، ۷۰' · مارگا '۶۱ · ال بلیهی '۷۲ | ورزشگاه: ملک فهد داور: ریوجی ساتو مرد مسابقه: سالم الدوسری |

۲۰۲۲
باشگاه پرسپولیس با قهرمانی در لیگ برتر جواز حضور در لیگ قهرمانان سال ۲۰۲۲ آسیا را بدست آورد. کنفدراسیون فوتبال آسیا در خبری کوتاه سرانجام اعلام کرد که پرسپولیس و استقلال مجوزهای لازم برای حضور در لیگ قهرمانان آسیا ۲۰۲۲ را به دست نیاوردند و از لیگ قهرمانان کنار رفتند.

## پیشینه

### دوران جام باشگاه‌های آسیا
جام باشگاه‌های آسیا ۱۹۶۹
پرسپولیس نخستین نمایندهٔ ایران در جام باشگاه‌های آسیا بود.
پرسپولیس با ۳ پیروزی برابر شهربانی، عقاب و پاس؛ و یک تساوی برابر تاج به جام باشگاه‌های آسیا ۱۹۶۹ راه یافت.
پرسپولیس که دیر و خسته به این جام رسیده بود، بازی اول را به علت استراحت کم واگذار کرد و پس از آن هر چه تلاش کرد با دو برد، یک تساوی و یک شکست در مرحله گروهی حذف شد. پرسپولیس نتوانست به دو دوره بعدی این جام راه یابد.
جام باشگاه‌های آسیا ۱۹۷۲
این دوره از مسابقات قرار بود با حضور ۷ تیم به میزبانی ایران در ورزشگاه امجدیه تهران برگزار شود و پرسپولیس به عنوان قهرمان جام منطقه‌ای ۱۳۵۰ نماینده ایران در این مسابقات بود و در گروه دوم با تیم‌های پورت تایلند، القادسیه کویت و راسینگ بیروت لبنان همگروه شده بود. با این حال تیم‌های القادسیه کویت و راسینگ بیروت به دلیل اعتراض به حضور مکابی نتانیا (نماینده اسرائیل) در این رقابت‌ها، انصراف دادند و تیم هنگ کنگ رنجرز هم به دلیل مشکلات مالی انصراف خود را اعلام کرد. سرانجام در حالی که ۴ تیم باقی مانده بودند این دوره از مسابقات لغو شد.
کنفدراسیون فوتبال آسیا از سال ۱۹۷۲ تا ۱۹۸۵ به دلایل مشکلات سیاسی و امنیتی، و مخالفت کشورهای عربی با حضور اسرائیل در این رقابت‌ها هیچ جام باشگاهی را در سطح قاره برگزار نکرد.
جام باشگاه‌های آسیا ۸۹–۱۹۸۸
پس از دو دهه دوری، دومین حضور پرسپولیس در جام باشگاه‌ها، در پی قهرمانی در جام حذفی سال ۱۳۶۶ بود، جایی که پرسپولیس می‌توانست حتی با یک تساوی صدرنشین شود، با شکست برابر محمدان بنگلادش که مربی آن ناصر حجازی بود حذف شد.

### جام برندگان جام آسیا
جام برندگان جام آسیا ۹۱–۱۹۹۰

کاپ قهرمانی جام برندگان جام آسیا در دستان بازیکنان پرسپولیس

پس از راه‌اندازی جام برندگان جام آسیا در سال ۱۹۹۰ (که با حضور قهرمانان جام حذفی کشورهای آسیایی برگزار می‌شد)، پرسپولیس به ۳ دوره این جام راه یافت. در اولین حضور خود در سال ۹۱–۱۹۹۰ با برد پر گل مقابل پنجاب پاکستان (مجموعا ۱۳–۲) در مرحله اول و انصراف نماینده کره جنوبی (دوو رویالز) در مرحله دوم به نیمه نهایی رسید و در مجموع دو بازی رفت و برگشت تیم الهلال عربستان را با نتیجه ۱–۰ شکست داد و راهی فینال شد. پرسپولیس در فینال حریف تیم المحرق بحرین شد. بازی رفت در روز ۱۲ مهر ۱۳۷۰ در ورزشگاه المحرق با تساوی بدون گل به پایان رسید اما در دیدار برگشت که در روز ۲۶ مهر ۱۳۷۰ در حضور بیش از ۱۰۰٬۰۰۰نفر در ورزشگاه آزادی تهران برگزار شد، تیم پرسپولیس با تک گل محمدحسن انصاری فرد به پیروزی رسید تا با هدایت علی پروین قهرمان اولین دوره جام شود.
جام برندگان جام آسیا ۹۳–۱۹۹۲
پرسپولیس در سال ۹۳–۱۹۹۲ باز هم با سرمربیگری علی پروین و با پشت سرگذاشتن تیم‌های فنجا عمان (در مجموع با برد ۲–۰)، بنی یاس امارات (در مجموع با برد ۳–۲) و الاتحاد عربستان (در مجموع با برد ۲–۱) برای دومین بار فینالیست شد. بازی رفت فینال در روز ۲۷ دی ۱۳۷۱ در شهر توکیو برگزار شد که در آن تیم پرسپولیس مقابل میزبانش نیسان ژاپن که قهرمان دوره قبل نیز شده بود به تساوی ۱–۱ دست یافت. تک گل پرسپولیس را در این بازی حسن شیرمحمدی به ثمر رساند. بازی برگشت اما پس از وقفه ای ۳ ماهه در روز ۲۷ فروردین ۱۳۷۲ در ورزشگاه آزادی تهران برگزار شد که طی آن تیم نیسان در میان انبوه هواداران پرسپولیس با یک گل به برتری رسید و پرسپولیس با قبول شکست ۱–۲ در مجموع به نایب قهرمانی بسنده کرد.
جام برندگان جام آسیا ۹۴–۱۹۹۳
پرسپولیس در سومین و آخرین حضور خود در این جام در فصل ۹۴–۱۹۹۳ پس از پشت سر گذاشتن تیم السالمیه کویت با شکست ۲–۳ در یک چهارم نهایی مقابل تیم العربی قطر حذف شد.
در کل تیم پرسپولیس با ۱ قهرمانی و ۱ نایب قهرمانی سومین تیم پرافتخار در مجموع و پرافتخارترین تیم ایرانی جام برندگان جام آسیا است.

### ادامه حضور در جام باشگاه‌های آسیا
فصل ۹۷–۱۹۹۶
پرسپولیس در ابتدا در مرحله مقدماتی تیم کپه‌داغ را حذف کرد. در مرحله بعدی درحالی که در بازی رفت ۰–۳ مغلوب آلیمای قزاقستان شده بود در بازی برگشت با نتیجه ۵–۰ این تیم را شکست داد و وارد مرحله گروهی شد. در مرحله گروهی با تیم‌های الزورا، النصر و الریان همگروه شد. با دو برد مقابل الزورا و الریان و یک باخت مقابل النصر، پرسپولیس جایگاه اول را بدست آورد و به مرحله حذفی صعود کرد. در مرحله حذفی با تیم قدرتمند پوهانگ استیلرز کره جنوبی روبرو شد و با تک‌گل خداداد عزیزی نتیجه را ۱–۳ واگذار کرد و از صعود به فینال منع شد. در رده‌بندی موفق شد ۴–۱ الزورا را شکست داده و به مقام سومی برسد.
فصل ۹۸–۱۹۹۷
پرسپولیس که فصل قبل توانست مقام سوم را کسب کند در این فصل در مرحله مقدماتی تیم الزورا را شکست داد. در مرحله گروهی با ۲ برد مقابل الهلال و الانصار و یک تساوی مقابل نوبهار صدرنشین شد و باری دیگر به مرحله حذفی راه پیدا کرد. پرسپولیس در نیمه نهایی با تیم دالیان واندا روبرو شد. اما این‌بارهم نتوانست مقابل حریف شرق آسیایی خود مقاومت کند و با ۲ گل به مرحله رده‌بندی رفت. اما در رده‌بندی هم خوب ظاهر نشد و از تیم الهلال ۱–۴ باخت تا به مقام چهارم برسد.
فصل ۹۹–۱۹۹۸
پرسپولیس در مرحله مقدماتی موفق شد در مجموع ۳–۰ تیم الانصار را شکست دهد. در مرحله گروهی، پرسپولیس نتایج خطرناکی گرفت و با ۲ مساوی و ۱ برد توانست در گروه خود دوم شود و وارد مرحله حذفی شود. در مرحله حذفی پرسپولیس با تیم قدرتمند جوبیلو ایواتا بازی کرد اما بازهم نتوانست مقابل چشم‌بادامی‌ها بدرخشد و ۰–۲ نتیجه را واگذار کرد. اما در مرحله رده‌بندی موفق شد تیم سوون سامسونگ را با تک گل علی کریمی شکست دهد و به مقام سوم برسد.
فصل ۲۰۰۰–۱۹۹۹
نتایج پرسپولیس در این فصل درخشان‌تر از فصل‌های قبل بود. در مرحله اول مقدماتی درحالی که ۰–۲ از الوکره باخته بودند با نتیجه ۴–۲ به بازی برگشتند و به لطف برد ۵–۱ در بازی برگشت، در مجموع ۹–۳ این تیم را شکست دادند. در مرحله بعدی در مجموع ۴–۲ تیم العین را شکست دادند و به مرحله گروهی رفتند. در مرحله گروهی، پرسپولیس نتایج خطرناک خود را تکرار کرد و با ۲ تساوی مقابل الاتحاد و ایرتیش و یک برد ۳–۱ مقابل الهلال به جایگاه اول رسید و به مرحله حذفی رفت. در مرحله حذفی پرسپولیس برای دومین بار به مصاف سوون سامسونگ رفت. اما این‌بار هم نتوانست از این مرحله فراتر برود و ۱–۲ مغلوب حریف خود شد. در مرحله رده‌بندی ۲–۰ ایرتیش را شکست داد و برای سومین‌بار به مقام سوم دست یافت و به کار خود در این تورنمنت پایان داد.

### لیگ قهرمانان آسیا
فصل ۰۳–۲۰۰۲
در سال ۲۰۰۲، با تلفیق جام برندگان جام و جام باشگاه‌ها، لیگ قهرمانان آسیا راه‌اندازی شد. پرسپولیس که در نخستین دوره این جام شرکت کرده بود، در گروه خود دوم شد و از صعود بازماند. در آن دوره از هر گروه تنها تیم صدرنشین به‌طور مستقیم راهی مرحله نیمه نهایی شد و بازی‌های هر گروه به میزبانی یک کشور برگزار می‌شد و پرسپولیس با شکست مقابل میزبان گروه خود تیم پاختاکور ازبکستان فرصت صعود را از دست داد.
پس از حذف در این دوره پرسپولیس وارد دوران بحران خود شد و ۵ فصل نتوانست هیچ جام کشوری را ببرد و از راهیابی به این جام بازماند.
فصل ۲۰۰۹
در این فصل تیم پرسپولیس با تیم‌های شارجه، الشباب عربستان و الغرافه همگروه شد که تیم شارجه در فاصله ۲ هفته مانده به پایان بازی‌ها انصراف داد. پرسپولیس در این گروه با ۲ برد (بدون حساب برد مقابل شارجه)، ۱ مساوی و ۱ باخت جایگاه اول را بدست آورد و به مرحله حذفی رفت. در مرحله حذفی این تیم مقابل بنیادکار ایستاد. این تیم که ستاره‌های بزرگی همچون ریوالدو را داشت موفق شد با تک‌گل همین بازیکن از روی نقطه پنالتی تیم پرسپولیس را در ورزشگاه آزادی شکست دهد.
فصل ۲۰۱۱
شاید بتوان گفت این فصل، بدترین فصل برای پرسپولیس در تمامی رقابت‌های آسیایی‌اش بود. این تیم در مرحله گروهی با تیم‌های الاتحاد، الوحده و بنیادکار همگروه شد و با ۱ برد و ۲ تساوی و ۳ باخت رتبه چهارم را بدست آورد.
فصل ۲۰۱۲
در این فصل تیم پرسپولیس همگروه الهلال، الشباب امارات و الغرافه شد. و با بازی‌های درخشان از جمله برد ۶–۱ مقابل الشباب توانست رتبه دوم را بدست بیاورد. اما در مرحله حذفی نتوانست خوب ظاهر شود و مقابل الاتحاد با نتیجه ۰–۳ مغلوب شد.
فصل ۲۰۱۵
در این فصل تیم پرسپولیس با تیم‌های لخویا، بنیادکار و النصر همگروه شد و با ۴ برد و ۲ باخت به رتبه دوم رسید و موفق به صعود شد. در مرحله حذفی تیم پرسپولیس با الهلال دیدار کرد. در بازی رفت با گل به خودی دیگائو در دقایق پایانی موفق شد الهلال را شکست دهد اما در بازی برگشت با نتیجه ۰–۳ مغلوب این تیم شد و از دور مسابقات کنار رفت.
لیگ قهرمانان آسیا ۲۰۱۷
در لیگ قهرمانان آسیا ۲۰۱۷ پرسپولیس پس از صعود از گروهی دشوار به عنوان تیم دوم، در مرحله یک‌هشتم نهایی لخویا قطر را در مجموع ۱–۰ برد و صعود کرد. سپس تیم الاهلی عربستان را در مجموع ۵–۳ برد و برای پنجمین بار به نیمه نهایی رسید ولی با قبول باخت مقابل الهلال عربستان از صعود به فینال بازماند و به کار خود در این دوره پایان داد.
لیگ قهرمانان آسیا ۲۰۱۸

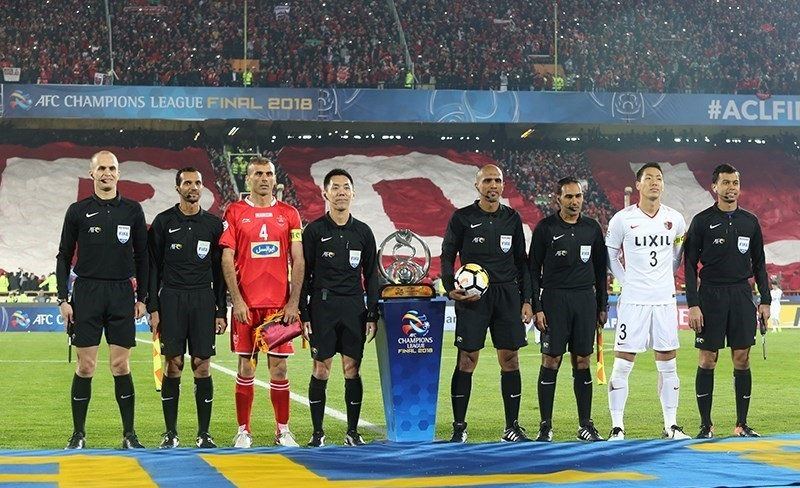
عکس پیش از مسابقهٔ گروه داوری و کاپیتان‌های دو تیم با جام قهرمانی لیگ قهرمانان آسیا ۲۰۱۸

در فصل ۲۰۱۸ پرسپولیس با هدایت برانکو ایوانکوویچ پس از صعود از مرحله گروهی با ۱۳امتیاز به عنوان صدرنشین در مراحل حذفی رقبای متمول و قدرتمند عربی همچون الجزیره امارات، الدحیل قطر و السد قطر را از پیش رو برداشت و به عنوان سومین تیم ایرانی در تاریخ راهی فینال لیگ قهرمانان آسیا شد.
حریف پرسپولیس در فینال تیم کاشیما آنتلرز ژاپن بود. بازی رفت فینال در روز ۱۲ آبان ۱۳۹۷ در ورزشگاه کاشیما ساکر کاشیما برگزار شد و تیم کاشیما آنتلرز با دو گل پرسپولیس را شکست داد. بازی برگشت در روز ۱۹ آبان ۱۳۹۷ در ورزشگاه آزادی تهران و در حضور ۱۰۰٬۰۰۰ تماشاگر برگزار شد و با تساوی بدون گل به اتمام رسید و کاشیما در مجموع با برتری ۲–۰ قهرمان شد و پرسپولیس نیز به عنوان نایب قهرمانی لیگ قهرمانان آسیا دست یافت، فینال برگشت پرتماشاگرترین فینال تاریخ لیگ قهرمانان آسیا لقب گرفت، در این دوره همچنین تیم پرسپولیس به جایزه بازی جوانمردانه دست یافت.
لیگ قهرمانان آسیا ۲۰۱۹
پرسپولیس که به عنوان نایب‌قهرمان دوره قبل گام به این مسابقات گذاشته بود با عملکرد ضعیف خود در همان مرحله گروهی از این مسابقات حذف شد.
لیگ قهرمانان آسیا ۲۰۲۰
پرسپولیس پس از قهرمانی در لیگ برتر (چهارمین قهرمانی پیاپی) به عنوان نماینده ایران در این رقابت‌ها حضور پیدا کرد. پرسپولیس در دور گروهی با تیم‌های التعاون عربستان، شارجه امارات و الدحیل قطر همگروه شد و توانست به عنوان تیم صدرنشین راهی دور بعدی شود. در این مرحله که به دلیل شیوع ویروس کرونا به صورت متمرکز و تک بازی در کشور قطر انجام می‌شد در مقابل تیم السد قطر قرار گرفت و با نتیجه یک بر صفر پیروز و راهی مرحله یک چهارم نهایی شد. در دیدار یک چهارم نهایی نیز پرسپولیس توانست با درخشش عیسی آل کثیر تیم پاختاکور ازبکستان را از پیش رو برداشته و حریف تیم النصر عربستان در مرحله نیمه نهایی شود. قبل از دیدار نیمه نهایی و با کارشکنی‌های برخی در داخل و خارج از کشور باعث محرومیت شش‌ماهه عیسی آل کثیر شد. در مرحله نیمه نهایی (فینال غرب آسیا) نیز پرسپولیس موفق به شکست تیم النصر عربستان در ضربات پنالتی شد. اما کارشکنی سعودی‌ها تمامی نداشته و با شکایت به AFC و فیفا و دادگاه عالی ورزش (CAS) به دنبال محرومیت پرسپولیس به دلیل استفاده غیرمجاز از بازیکنان خود را داشته ولی راه به جایی نبرد و پرسپولیس به عنوان فینالیست راهی دیدار پایانی شد. در دیدار پایانی که در تاریخ ۲۹ آذر ۱۳۹۹ در ورزشگاه الجنوب الوکره برگزار شد دو تیم پرسپولیس و اولسان هیوندای کره جنوبی مقابل هم به میدان رفتند و تیم کره ای با نتیجه ۲–۱ به برتری رسید و قهرمان مسابقات شد. تک گل پرسپولیس را در این دیدار مهدی عبدی به ثمر رساند.

#### لیگ قهرمانان آسیا ۲۰۲۱
پرسپولیس درحالی که تمامی بازی‌های مرحله گروهی در گروه E به صورت متمرکز هر ۳ روز یک‌بار در هند برگزار می‌شد، پا بر این مسابقات گذاشت. در اولین دیدار، این تیم با نتیجه ۱–۰ الوحده امارات را شکست داد. در بازی بعدی، آنها مقابل تیم قدرتمند الریان قطر قرار گرفتند. در این دیدار پس از ۹ بازی، رکورد گل نخوردن حامد لک، سنگربان این تیم در حین بازی در لیگ قهرمانان آسیا شکسته شد. هرچند پرسپولیس این بازی را ۳–۱ برد. بعد از این بازی، پرسپولیس ۲ بازی متوالی مقابل میزبان گروه، گوآ انجام داد. پس از پایان دوبازی و برد پرسپولیس، صعود این تیم به مرحله حذفی قطعی شد. تیم پرسپولیس در مرحله یک‌هشتم نهایی لیگ قهرمانان آسیا با تک گل مهدی ترابی استقلال تاجیکستان را شکست داد و به مرحله بعد راه یافت. هم چنین تیم پرسپولیس در مرحله یک چهارم نهایی به مصاف تیم الهلال رفت و با سه گل از این تیم شکست خورد و از صعود به مرحله نیمه نهایی لیگ قهرمانان آسیا بازماند.
لیگ قهرمانان آسیا ۲۰۲۲
باشگاه پرسپولیس با قهرمانی در لیگ برتر جواز حضور در لیگ قهرمانان سال ۲۰۲۲ آسیا را بدست آورد. کنفدراسیون فوتبال آسیا در خبری کوتاه سرانجام اعلام کرد که پرسپولیس و استقلال مجوزهای لازم برای حضور در لیگ قهرمانان آسیا ۲۰۲۲ را به دست نیاوردند و از لیگ قهرمانان کنار رفتند.

## آمار تیمی

### عملکرد فصل به فصل
در مجموع باشگاه پرسپولیس از ۲۱ حضور قبلی خود در رقابت‌های مختلف باشگاهی آسیا ۷ مدال شامل ۱ مدال طلا (در مسابقات جام در جام آسیا)، ۳ مدال نقره (در مسابقات جام در جام آسیا و لیگ قهرمانان آسیا) و ۳ مدال برنز (در مسابقات جام باشگاه‌های آسیا) به دست آورده است.
| #  | فصل       | جام          | نتیجه                       | بازی                        | برد                         | مساوی                       | باخت                        | گل‌ زده                      | گل خورده                    |
| -- | --------- | ------------ | --------------------------- | --------------------------- | --------------------------- | --------------------------- | --------------------------- | --------------------------- | --------------------------- |
| ۱  | ۱۹۶۹      | جام باشگاه‌ها | مرحله گروهی                 | ۴                           | ۲                           | ۱                           | ۱                           | ۸                           | ۳                           |
| –  | ۱۹۷۲      | جام باشگاه‌ها | راه یافت اما مسابقات لغو شد | راه یافت اما مسابقات لغو شد | راه یافت اما مسابقات لغو شد | راه یافت اما مسابقات لغو شد | راه یافت اما مسابقات لغو شد | راه یافت اما مسابقات لغو شد | راه یافت اما مسابقات لغو شد |
| ۲  | ۸۹–۱۹۸۸   | جام باشگاه‌ها | مرحله انتخابی               | ۲                           | ۱                           | ۰                           | ۱                           | ۶                           | ۲                           |
| ۳  | ۹۱–۱۹۹۰   | جام برندگان  | قهرمان                      | ۶                           | ۴                           | ۲                           | ۰                           | ۱۵                          | ۲                           |
| ۴  | ۹۳–۱۹۹۲   | جام برندگان  | نایب قهرمان                 | ۸                           | ۳                           | ۴                           | ۱                           | ۸                           | ۵                           |
| ۵  | ۹۴–۱۹۹۳   | جام برندگان  | یک‌چهارم نهایی               | ۴                           | ۱                           | ۱                           | ۲                           | ۴                           | ۵                           |
| ۶  | ۹۷–۱۹۹۶   | جام باشگاه‌ها | سوم                         | ۹                           | ۵                           | ۱                           | ۳                           | ۱۷                          | ۱۲                          |
| ۷  | ۹۸–۱۹۹۷   | جام باشگاه‌ها | چهارم                       | ۷                           | ۳                           | ۲                           | ۲                           | ۶                           | ۷                           |
| ۸  | ۲۰۰۰–۱۹۹۹ | جام باشگاه‌ها | سوم                         | ۷                           | ۳                           | ۳                           | ۱                           | ۵                           | ۲                           |
| ۹  | ۰۱–۲۰۰۰   | جام باشگاه‌ها | سوم                         | ۹                           | ۵                           | ۳                           | ۱                           | ۱۹                          | ۸                           |
| ۱۰ | ۰۳–۲۰۰۲   | لیگ قهرمانان | مرحله گروهی                 | ۳                           | ۲                           | ۰                           | ۱                           | ۵                           | ۲                           |
| ۱۱ | ۲۰۰۹      | لیگ قهرمانان | یک‌هشتم نهایی                | ۶                           | ۳                           | ۱                           | ۲                           | ۸                           | ۸                           |
| ۱۲ | ۲۰۱۱      | لیگ قهرمانان | مرحله گروهی                 | ۶                           | ۱                           | ۲                           | ۳                           | ۶                           | ۱۱                          |
| ۱۳ | ۲۰۱۲      | لیگ قهرمانان | یک‌هشتم نهایی                | ۷                           | ۳                           | ۲                           | ۲                           | ۱۴                          | ۸                           |
| ۱۴ | ۲۰۱۵      | لیگ قهرمانان | یک‌هشتم نهایی                | ۸                           | ۵                           | ۰                           | ۳                           | ۸                           | ۱۰                          |
| ۱۵ | ۲۰۱۷      | لیگ قهرمانان | نیمه نهایی                  | ۱۲                          | ۴                           | ۶                           | ۲                           | ۱۷                          | ۱۷                          |
| ۱۶ | ۲۰۱۸      | لیگ قهرمانان | نایب قهرمان                 | ۱۴                          | ۷                           | ۳                           | ۴                           | ۱۷                          | ۱۲                          |
| ۱۷ | ۲۰۱۹      | لیگ قهرمانان | مرحله گروهی                 | ۶                           | ۲                           | ۱                           | ۳                           | ۶                           | ۵                           |
| ۱۸ | ۲۰۲۰      | لیگ قهرمانان | نایب قهرمان                 | ۱۰                          | ۵                           | ۲                           | ۳                           | ۱۳                          | ۸                           |
| ۱۹ | ۲۰۲۱      | لیگ قهرمانان | یک‌چهارم نهایی               | ۸                           | ۶                           | ۰                           | ۲                           | ۱۵                          | ۸                           |
| ۲۰ | ۲۴–۲۰۲۳   | لیگ قهرمانان | مرحله گروهی                 | ۶                           | ۲                           | ۲                           | ۲                           | ۵                           | ۵                           |
| ۲۱ | ۲۵–۲۰۲۴   | لیگ نخبگان   | مرحله گروهی                 | ۸                           | ۱                           | ۴                           | ۳                           | ۶                           | ۱۰                          |

### آمار کلی رقابت‌های آسیایی
- به روز رسانی: ۲۹ بهمن ۱۴۰۳

### آمار در برابر باشگاه‌های مختلف در رقابت‌های آسیایی
- به روز رسانی: ۲۹ بهمن ۱۴۰۳

در این جدول صرفاً تمام بازی‌های رسمی جام باشگاه‌ها، جام برندگان جام و لیگ قهرمانان و لیگ نخبگان به‌شمار آمده و نتایج دیدارهای غیررسمی و دوستانه برابر باشگاه‌های آسیایی و غیر آسیایی لحاظ نگردیده است.
| باشگاه               | بازی     | برد      | مساوی    | باخت     | گ. ز     | گل. خ    |
| ازبکستان             | ازبکستان | ازبکستان | ازبکستان | ازبکستان | ازبکستان | ازبکستان |
| -------------------- | -------- | -------- | -------- | -------- | -------- | -------- |
| بنیادکار             | ۵        | ۲        | ۱        | ۲        | ۴        | ۵        |
| پاختاکور             | ۵        | ۱        | ۲        | ۲        | ۴        | ۴        |
| نسف قارشی            | ۲        | ۱        | ۱        | ۰        | ۳        | ۰        |
| نوبهار نمنگان        | ۱        | ۰        | ۱        | ۰        | ۱        | ۱        |
| اسرائیل              |          |          |          |          |          |          |
| مکابی تل‌آویو         | ۱        | ۰        | ۱        | ۰        | ۰        | ۰        |
| امارات متحده عربی    |          |          |          |          |          |          |
| الجزیره              | ۲        | ۱        | ۰        | ۱        | ۴        | ۴        |
| الشباب               | ۲        | ۲        | ۰        | ۰        | ۹        | ۲        |
| العین                | ۲        | ۱        | ۱        | ۰        | ۴        | ۲        |
| الوحده               | ۶        | ۳        | ۱        | ۲        | ۹        | ۸        |
| الوصل                | ۲        | ۲        | ۰        | ۰        | ۳        | ۰        |
| بنی یاس              | ۲        | ۱        | ۱        | ۰        | ۳        | ۲        |
| شارجه                | ۳        | ۲        | ۱        | ۰        | ۹        | ۳        |
| بحرین                |          |          |          |          |          |          |
| المحرق               | ۲        | ۱        | ۱        | ۰        | ۱        | ۰        |
| بنگلادش              |          |          |          |          |          |          |
| محمدان               | ۱        | ۰        | ۰        | ۱        | ۱        | ۲        |
| پاکستان              |          |          |          |          |          |          |
| پنجاب                | ۲        | ۲        | ۰        | ۰        | ۱۳       | ۲        |
| تاجیکستان            |          |          |          |          |          |          |
| استقلال              | ۳        | ۲        | ۱        | ۰        | ۴        | ۱        |
| ترکمنستان            |          |          |          |          |          |          |
| کپه‌داغ عشق‌آباد       | ۲        | ۱        | ۱        | ۰        | ۱        | ۰        |
| نیسا عشق‌آباد         | ۱        | ۱        | ۰        | ۰        | ۴        | ۱        |
| چین                  |          |          |          |          |          |          |
| دالیان هایچانگ       | ۱        | ۰        | ۰        | ۱        | ۰        | ۲        |
| ژاپن                 |          |          |          |          |          |          |
| جوبیلو ایواتا        | ۱        | ۰        | ۰        | ۱        | ۰        | ۲        |
| کاشیما آنتلرز        | ۲        | ۰        | ۱        | ۱        | ۰        | ۲        |
| سانفریس هیروشیما     | ۱        | ۰        | ۰        | ۱        | ۰        | ۱        |
| یوکوهاما مارینوس     | ۲        | ۰        | ۱        | ۱        | ۱        | ۲        |
| سری‌لانکا             |          |          |          |          |          |          |
| ساندرز               | ۱        | ۱        | ۰        | ۰        | ۵        | ۰        |
| عراق                 |          |          |          |          |          |          |
| الزورا               | ۴        | ۳        | ۱        | ۰        | ۸        | ۲        |
| الشرطه               | ۲        | ۱        | ۱        | ۰        | ۲        | ۱        |
| الطلبه               | ۱        | ۱        | ۰        | ۰        | ۱        | ۰        |
| عربستان سعودی        |          |          |          |          |          |          |
| الاهلی               | ۵        | ۲        | ۱        | ۲        | ۸        | ۶        |
| الاتحاد              | ۶        | ۲        | ۲        | ۲        | ۶        | ۹        |
| التعاون              | ۲        | ۲        | ۰        | ۰        | ۲        | ۰        |
| الشباب               | ۲        | ۱        | ۱        | ۰        | ۱        | ۰        |
| النصر                | ۷        | ۱        | ۳        | ۳        | ۴        | ۹        |
| الهلال               | ۱۶       | ۴        | ۶        | ۶        | ۱۲       | ۲۴       |
| عمان                 |          |          |          |          |          |          |
| فنجا                 | ۲        | ۱        | ۱        | ۰        | ۲        | ۰        |
| قزاقستان             |          |          |          |          |          |          |
| اسپارتاک سِمی (آلیما) | ۲        | ۱        | ۰        | ۱        | ۵        | ۳        |
| ایرتیش پاولودار      | ۳        | ۲        | ۱        | ۰        | ۳        | ۰        |
| قطر                  |          |          |          |          |          |          |
| الدحیل               | ۱۰       | ۴        | ۱        | ۵        | ۹        | ۱۰       |
| الریان               | ۶        | ۳        | ۲        | ۱        | ۱۱       | ۸        |
| السد                 | ۸        | ۴        | ۱        | ۳        | ۷        | ۶        |
| العربی               | ۲        | ۰        | ۱        | ۱        | ۲        | ۳        |
| الغرافه              | ۵        | ۲        | ۲        | ۱        | ۹        | ۸        |
| الوکره               | ۲        | ۲        | ۰        | ۰        | ۹        | ۳        |
| کره جنوبی            |          |          |          |          |          |          |
| اولسان هیوندای       | ۱        | ۰        | ۰        | ۱        | ۱        | ۲        |
| پوهانگ استیلرز       | ۱        | ۰        | ۰        | ۱        | ۱        | ۳        |
| سوون سامسونگ         | ۲        | ۱        | ۰        | ۱        | ۲        | ۲        |
| کویت                 |          |          |          |          |          |          |
| السالمیه             | ۲        | ۱        | ۰        | ۱        | ۲        | ۲        |
| لبنان                |          |          |          |          |          |          |
| الانصار              | ۳        | ۲        | ۱        | ۰        | ۴        | ۰        |
| مالزی                |          |          |          |          |          |          |
| پراک                 | ۱        | ۱        | ۰        | ۰        | ۴        | ۲        |
| هند                  |          |          |          |          |          |          |
| گوا                  | ۲        | ۲        | ۰        | ۰        | ۶        | ۱        |
| هنگ کنگ              |          |          |          |          |          |          |
| کاولون موتور باس     | ۱        | ۱        | ۰        | ۰        | ۴        | ۰        |

^1  زمان بازی با پرسپولیس، این تیم دالیان واندا نام داشت.

^2  زمان بازی با پرسپولیس، این تیم تویو کوگیو نام داشت.

^3 زمان بازی با پرسپولیس، این تیم نیسان نام داشت.

^4  زمان بازی با پرسپولیس، این تیم آلیمای سمیپالاتینسک نام داشت.

^5  تا سال ۲۰۱۷ این تیم لخویا نام داشت و ۴ مرتبه با این نام مقابل پرسپولیس بازی کرد.

### آمار در برابر کشورهای مختلف در رقابت‌های آسیایی
- به روز رسانی: ۲۹ بهمن ۱۴۰۳

در این جدول صرفاً تمام بازی‌های رسمی جام باشگاه‌ها، جام برندگان جام و لیگ قهرمانان و لیگ نخبگان به‌شمار آمده و نتایج دیدارهای غیررسمی و دوستانه برابر کشورهای آسیایی و غیر آسیایی لحاظ نگردیده است.
| کشور              | بازی | برد | مساوی | باخت | گ. ز | گ. خ | برد٪  |
| ----------------- | ---- | --- | ----- | ---- | ---- | ---- | ----- |
| ازبکستان          | ۱۳   | ۴   | ۵     | ۴    | ۱۲   | ۱۰   | ۳۳/۳۳ |
| اسرائیل           | ۱    | ۰   | ۱     | ۰    | ۰    | ۰    | ۰     |
| امارات متحده عربی | ۱۹   | ۱۲  | ۴     | ۳    | ۴۱   | ۲۱   | ۶۳/۱۶ |
| بحرین             | ۲    | ۱   | ۱     | ۰    | ۱    | ۰    | ۵۰    |
| بنگلادش           | ۱    | ۰   | ۰     | ۱    | ۱    | ۲    | ۰     |
| پاکستان           | ۲    | ۲   | ۰     | ۰    | ۱۳   | ۲    | ۱۰۰   |
| تاجیکستان         | ۳    | ۲   | ۱     | ۰    | ۴    | ۱    | ۶۶/۶۷ |
| ترکمنستان         | ۳    | ۲   | ۱     | ۰    | ۵    | ۱    | ۶۶/۶۷ |
| چین               | ۱    | ۰   | ۰     | ۱    | ۰    | ۲    | ۰     |
| ژاپن              | ۶    | ۰   | ۲     | ۴    | ۱    | ۷    | ۰     |
| سری‌لانکا          | ۱    | ۱   | ۰     | ۰    | ۵    | ۰    | ۱۰۰   |
| عراق              | ۷    | ۵   | ۲     | ۰    | ۱۱   | ۳    | ۶۶/۶۷ |
| عربستان سعودی     | ۳۸   | ۱۲  | ۱۳    | ۱۳   | ۳۳   | ۴۸   | ۳۷/۵۰ |
| عمان              | ۲    | ۱   | ۱     | ۰    | ۲    | ۰    | ۵۰    |
| قزاقستان          | ۵    | ۳   | ۱     | ۱    | ۸    | ۳    | ۶۰    |
| قطر               | ۳۳   | ۱۵  | ۷     | ۱۱   | ۴۷   | ۳۸   | ۵۰    |
| کره جنوبی         | ۴    | ۱   | ۰     | ۳    | ۴    | ۷    | ۲۵    |
| کویت              | ۲    | ۱   | ۰     | ۱    | ۲    | ۲    | ۵۰    |
| لبنان             | ۳    | ۲   | ۱     | ۰    | ۴    | ۰    | ۶۶/۶۷ |
| مالزی             | ۱    | ۱   | ۰     | ۰    | ۴    | ۲    | ۱۰۰   |
| هند               | ۲    | ۲   | ۰     | ۰    | ۶    | ۱    | ۱۰۰   |
| هنگ کنگ           | ۱    | ۱   | ۰     | ۰    | ۴    | ۰    | ۱۰۰   |
| جمع               | ۱۵۰  | ۶۸  | ۴۰    | ۴۲   | ۲۰۸  | ۱۵۰  | ۴۸/۱۵ |

## دستاوردها
- جام باشگاه‌های آسیا/لیگ قهرمانان آسیا[۱۷]

 نایب قهرمانی (۲): ۲۰۱۸، ۲۰۲۰ (رکورد مشترک)
 سومی (۳): ۰۱–۲۰۰۰، ۲۰۰۰–۱۹۹۹، ۹۷–۱۹۹۶ (رکورد مشترک)
▪چهارمی (۱): ۹۸–۱۹۹۷
▪حضور در نیمه نهایی (در این دوره‌ها بازی رده‌بندی برگزار نشد) (۱): ۲۰۱۷
- جام برندگان جام آسیا[۱۷](رکورددار تیم‌های ایرانی)

 قهرمانی (۱): ۹۱–۱۹۹۰ (رکورد ایران)
 نایب قهرمانی (۱): ۹۳–۱۹۹۲ (رکورد ایران)

## آمار انفرادی

### برترین سرمربیان
علی پروین با ۱ قهرمانی و ۱ نایب قهرمانی در جام برندگان جام آسیا و ۲ عنوان سومی جام باشگاه‌های آسیا پرافتخارترین سرمربی پرسپولیس در رقابت‌های آسیایی است.پس از علی پروین، برانکو ایوانکوویچ و یحیی گل محمدی هر کدام با ۱ نایب قهرمانی در لیگ قهرمانان آسیا در رده دوم قرار دارند. و همچنین استانکو پوکله‌پوویچ با ۱ عنوان سومی در جام باشگاه‌های آسیا در رده سوم قرار دارد.
| رده | ملیت   | سرمربی             | مقام |
| --- | ------ | ------------------ | --- |
| ۱   | ایران  | علی پروین          | جام برندگان جام آسیا: قهرمانی(۱):۹۱–۱۹۹۰ نایب‌قهرمانی(۱):۹۳–۱۹۹۲ جام باشگاه‌های آسیا: سومی(۲): ۲۰۰۰–۱۹۹۹، ۰۱–۲۰۰۰ |
| ۲   | کرواسی | برانکو ایوانکوویچ  | لیگ قهرمانان آسیا: نایب‌قهرمانی(۱):۲۰۱۸                                                                          |
| ۲   | ایران  | یحیی گل محمدی      | لیگ قهرمانان آسیا: نایب‌قهرمانی(۱):۲۰۲۰                                                                          |
| ۴   | کرواسی | استانکو پوکله‌پوویچ | جام باشگاه‌های آسیا: سومی(۱): ۹۷–۱۹۹۶                                                                            |

### گلزنان
فهرست اسامی گلزنان تاریخ باشگاه پرسپولیس در تمام رقابت‌های باشگاهی آسیا (جام باشگاه‌ها، جام برندگان جام و لیگ قهرمانان و لیگ نخبگان) به شرح زیر است:
آخرین به روز رسانی: ۱۶ بهمن ۱۴۰۳
| #     | نام                   | ملیت     | تعداد گل |
| ----- | --------------------- | -------- | -------- |
| ۱     | غلام وفاخواه          | ایران    | ۵        |
| ۲     | رضا وطنخواه           | ایران    | ۱        |
| ۳     | همایون بهزادی         | ایران    | ۱        |
| ۴     | حسین کلانی            | ایران    | ۱        |
| ۵     | فرشاد پیوس            | ایران    | ۱۱       |
| ۶     | محمدحسن انصاری‌فرد     | ایران    | ۳        |
| ۷     | ضیا عربشاهی           | ایران    | ۱        |
| ۸     | مرتضی کرمانی‌مقدم      | ایران    | ۲        |
| ۹     | مجتبی محرمی           | ایران    | ۴        |
| ۱۰    | حسن شیرمحمدی          | ایران    | ۲        |
| ۱۱    | حمید استیلی           | ایران    | ۳        |
| ۱۲    | کریم باوی             | ایران    | ۱        |
| ۱۳    | حمید روزبهانی         | ایران    | ۱        |
| ۱۴    | حسین عبدی             | ایران    | ۱        |
| ۱۵    | حمید درخشان           | ایران    | ۲        |
| ۱۶    | محمود کلهر            | ایران    | ۱        |
| ۱۷    | بهزاد داداش‌زاده       | ایران    | ۲        |
| ۱۸    | جمشید شاه‌محمدی        | ایران    | ۱        |
| ۱۹    | رضا ترابیان           | ایران    | ۲        |
| ۲۰    | علی دایی              | ایران    | ۲        |
| ۲۱    | افشین پیروانی         | ایران    | ۲        |
| ۲۲    | کریم باقری            | ایران    | ۳        |
| ۲۳    | رضا شاهرودی           | ایران    | ۲        |
| ۲۴    | ادموند بزیک           | ایران    | ۴        |
| ۲۵    | خداداد عزیزی          | ایران    | ۴        |
| ۲۶    | مهدی مهدوی‌کیا         | ایران    | ۴        |
| ۲۷    | بهروز رهبری‌فر         | ایران    | ۲        |
| ۲۸    | علیرضا امامی‌فر        | ایران    | ۲        |
| ۲۹    | مهدی هاشمی‌نسب         | ایران    | ۲        |
| ۳۰    | علی باغمیشه           | ایران    | ۱        |
| ۳۱    | علی کریمی             | ایران    | ۱۰       |
| ۳۲    | علی اکبریان           | ایران    | ۱        |
| ۳۳    | پایان رأفت            | ایران    | ۳        |
| ۳۴    | بهنام سراج            | ایران    | ۱        |
| ۳۵    | حسن خان‌محمدی          | ایران    | ۳        |
| ۳۶    | علی انصاریان          | ایران    | ۱        |
| ۳۷    | حامد کاویانپور        | ایران    | ۲        |
| ۳۸    | اسماعیل حلالی         | ایران    | ۱        |
| ۳۹    | یحیی گل‌محمدی          | ایران    | ۲        |
| ۴۰    | امیرحسین اصلانیان     | ایران    | ۱        |
| ۴۱    | علیرضا واحدی نیکبخت   | ایران    | ۲        |
| ۴۲    | هادی نوروزی           | ایران    | ۲        |
| ۴۳    | مازیار زارع           | ایران    | ۲        |
| ۴۴    | ابراهیم توره          | سنگال    | ۱        |
| ۴۵    | محسن خلیلی            | ایران    | ۱        |
| ۴۶    | حسین بادامکی          | ایران    | ۲        |
| ۴۷    | اشپیتیم آرفی          | آلمان    | ۲        |
| ۴۸    | حمیدرضا علی‌عسگری      | ایران    | ۲        |
| ۴۹    | ایمن زاید             | لیبی     | ۵        |
| ۵۰    | غلامرضا رضایی         | ایران    | ۲        |
| ۵۱    | امیرحسین فشنگچی       | ایران    | ۱        |
| ۵۲    | جواد کاظمیان          | ایران    | ۱        |
| ۵۳    | مهرداد پولادی         | ایران    | ۱        |
| ۵۴    | محسن بنگر             | ایران    | ۱        |
| ۵۵    | محمد نوری             | ایران    | ۳        |
| ۵۶    | مهدی طارمی            | ایران    | ۸        |
| ۵۷    | محسن مسلمان           | ایران    | ۱        |
| ۵۸    | وحید امیری            | ایران    | ۲        |
| ۵۹    | سروش رفیعی            | ایران    | ۱        |
| ۶۰    | شجاع خلیل‌زاده         | ایران    | ۵        |
| ۶۱    | گادوین منشأ           | نیجریه   | ۷        |
| ۶۲    | علی علیپور            | ایران    | ۱۱       |
| ۶۳    | سیامک نعمتی           | ایران    | ۲        |
| ۶۴    | فرشاد احمدزاده        | ایران    | ۱        |
| ۶۵    | کمال کامیابی‌نیا       | ایران    | ۳        |
| ۶۶    | احمد نوراللهی         | ایران    | ۱        |
| ۶۷    | سید جلال حسینی        | ایران    | ۴        |
| ۶۸    | ماریو بودیمیر         | کرواسی   | ۱        |
| ۶۹    | مهدی ترابی            | ایران    | ۵        |
| ۷۰    | بشار رسن              | عراق     | ۱        |
| ۷۱    | عیسی آل‌کثیر           | ایران    | ۶        |
| ۷۲    | مهدی عبدی             | ایران    | ۳        |
| ۷۳    | شهریار مغانلو         | ایران    | ۴        |
| ۷۴    | احسان پهلوان          | ایران    | ۱        |
| ۷۵    | محمدحسین کنعانی‌زادگان | ایران    | ۱        |
| ۷۶    | امید عالیشاه          | ایران    | ۱        |
| ۷۷    | سعید صادقی            | ایران    | ۲        |
| ۷۸    | شهاب زاهدی            | ایران    | ۱        |
| ۷۹    | فرشاد فرجی            | ایران    | ۲        |
| ۸۰    | آستان ارونوف          | ازبکستان | ۱        |
| ۸۱    | گئورگی گولسیانی       | گرجستان  | ۲        |
| ۸۲    | گل به خودی            | –        | ۵        |
| مجموع | مجموع                 | مجموع    | ۲۰۸      |

### پنالتی‌های از دست رفته
| رده | ملیت    | بازیکن                | مقابل          |
| --- | ------- | --------------------- | -------------- |
| ۱   | ایران   | مجتبی محرمی           | کپه داغ        |
| ۲   | ایران   | کریم باقری            | آلیما          |
| ۳   | ایران   | مجتبی محرمی           | پوهانگ استیلرز |
| ۴   | ایران   | مهدی طارمی            | الریان         |
| ۵   | ایران   | مهدی طارمی            | الدحیل         |
| ۶   | ایران   | محمدحسین کنعانی‌زادگان | گوآ            |
| ۷   | گرجستان | گئورگی گولسیانی       | الدحیل         |

## رکوردها
به روز رسانی: ۲۹ بهمن ۱۴۰۳
رکوردهای انفرادی
برترین گلزن
بهترین گلزن پرسپولیس در ادوار رقابت‌های آسیایی فرشاد پیوس و علی علیپور است. فرشاد پیوس که مجموعاً ۱۱ گل به ثمر رسانده است. او در دیدار رفت مقابل پنجاب پاکستان به تنهایی ۷ گل از ۹ گل تیمش را به ثمر رساند. پیوس تنها بازیکن پرسپولیس است که موفق شده در یک مسابقه آسیایی بیش از ۳ گل وارد دروازه حریف کند.
باسابقه‌ترین بازیکن در مسابقات آسیایی
علی علیپور با ثبت ۴۸ بازی باسابقه‌ترین بازیکن پرسپولیس در مسابقات آسیایی به حساب می‌آید.
برترین پاسورها در لیگ قهرمانان آسیا
مهدی ترابی با ۸ پاس گل بهترین پاسور باشگاه پرسپولیس در لیگ قهرمانان آسیا است. بعد از مهدی ترابی وحید امیری با ۶ پاس گل و علی علیپور با ۶ پاس گل به ترتیب در رده‌های دوم و سوم قرار دارند.
هت تریک‌ها
به جز فرشاد پیوس که موفق شده در یک بازی هفت گل به ثمر برساند، غلام وفاخواه، مجتبی محرمی، ایمون زاید و مهدی طارمی بازیکنانی هستند که در تیم پرسپولیس موفق به زدن ۳ گل در یک بازی آسیایی (هت تریک) شده‌اند. ایمون زاید تنها باریکن خارجی پرسپولیس است که موفق به هت تریک در آسیا شده است.
برترین گلزن خارجی
گادوین منشأ بازیکن نیجریه‌ای سابق پرسپولیس (که بعد به استقلال نیز پیوسته بود) با به ثمر رساندن ۷ گل برترین گلزن خارجی این تیم در آسیا محسوب می‌شد.
رکوردهای تیمی
تنها فینالیست ایرانی در دو تورنمنت مختلف آسیایی
تیم پرسپولیس تنها باشگاه ایرانی است که موفق شده به فینال دو تورنمنت آسیایی مختلف یعنی جام برندگان جام و لیگ قهرمانان آسیا صعود کند، پرسپولیس همچنین تنها تیم ایرانی است که موفق به کسب عنوان (۱ قهرمانی و ۱ نایب قهرمانی) در جام برندگان جام آسیا شده است.
قاطع‌ترین بردها
بهترین برد پرسپولیس در یک بازی آسیایی برد ۹–۰ مقابل تیم پنجاب پاکستان است که قاطع‌ترین برد یک باشگاه ایرانی در این جام هم محسوب می‌شود، در فرمت لیگ قهرمانان آسیا نیز قاطع‌ترین برد پرسپولیس با نتیجه ۶–۱ برابر تیم الشباب امارات رقم خورده است.
| قاطع‌ترین بردهای پرسپولیس در آسیا | قاطع‌ترین بردهای پرسپولیس در آسیا | قاطع‌ترین بردهای پرسپولیس در آسیا | قاطع‌ترین بردهای پرسپولیس در آسیا |
| #                                | نام حریف                         | نتیجه                            | مسابقات                          |
| -------------------------------- | -------------------------------- | -------------------------------- | -------------------------------- |
| ۱                                | پنجاب پاکستان                    | ۹–۰                              | جام برندگان جام آسیا ۹۱–۱۹۹۰     |
| ۲                                | الشباب امارات                    | ۶–۱                              | لیگ قهرمانان آسیا ۲۰۱۲           |
| ۳                                | ساندرز سریلانکا                  | ۵–۰                              | جام باشگاه‌های آسیا ۸۹–۱۹۸۸       |
| ۴                                | آلیمای قزاقستان                  | ۵–۰                              | جام باشگاه‌های آسیا ۹۷–۱۹۹۶       |
| ۵                                | الوکره قطر                       | ۵–۱                              | جام باشگاه‌های آسیا ۰۱–۲۰۰۰       |
| ۶                                | کاولون موتور باس هنگ‌کنگ          | ۴–۰                              | جام باشگاه‌های آسیا ۱۹۶۹          |
| ۷                                | شارجه امارات                     | ۴–۰                              | لیگ قهرمانان آسیا ۲۰۲۰           |
| ۸                                | گوا هند                          | ۴–۰                              | لیگ قهرمانان آسیا ۲۰۲۱           |

بهترین عملکرد تیم‌های ایرانی در لیگ قهرمانان آسیا
با توجه به اینکه تاکنون هیچ باشگاه ایرانی موفق به کسب قهرمانی در فرمت جدید لیگ قهرمانان آسیا نشده است و تیم‌های ایرانی تنها ۴ نایب قهرمانی در این رقابت‌ها دارند ولی با این وجود پرسپولیس با دو نایب قهرمانی و یک حضور در نیمه نهایی بهترین عملکرد را از این نظر در لیگ قهرمانان آسیا به ثبت رسانده است. پرسپولیس همچنین تنها تیم ایرانی است که دو دوره متوالی توانسته به جمع چهار تیم پایانی لیگ قهرمانان راه یابد (در فصول ۲۰۱۷ و ۲۰۱۸).
شکست ناپذیری در ورزشگاه آزادی
پرسپولیس از سال ۲۰۱۲ تا ۲۰۱۹ در ۱۶ بازی پیاپی در ورزشگاه آزادی تهران در چارچوب مسابقات آسیایی شکست نخورده است و در طول این ۱۶ بازی صاحب ۱۱ برد و ۵ تساوی شده است. (از سال ۲۰۱۵ به بعد دیدار با تیم‌های عربستانی در کشور بی‌طرف برگزار می‌شود ضمن اینکه در سال ۲۰۲۰ نیز به علت شیوع بیماری کووید-۱۹ تمام مسابقات به صورت متمرکز در قطر برگزار شد به همین دلیل این مسابقات جزء آمار دیدارهای خانگی محسوب نشده‌اند).
بهترین عملکرد باشگاه پرسپولیس در دور رفت و برگشت مرحله گروهی در فرمت لیگ قهرمانان آسیا
باشگاه پرسپولیس نخستین تیم ایرانی بوده که موفق شده در دور رفت مرحله گروهی در فرمت لیگ قهرمانان آسیا ۲۰۲۱ تمام امتیازات موجود (۹ امتیاز) را بدست آورده و از این حیث میان تیم‌های ایرانی در فرمت لیگ قهرمانان آسیا رکورددار می‌باشد. همچنین تیم پرسپولیس با (۱۵ امتیاز) سومین باشگاه بعد از الدحیل با (۱۸ امتیاز) و پاس تهران با (۱۶ امتیاز) بوده که توانسته بیشترین تعداد امتیاز را در مرحله گروهی در فرمت لیگ قهرمانان آسیا ۲۰۲۱ را بدست آورد.
برترین خط حمله باشگاه پرسپولیس در مرحله گروهی لیگ قهرمانان آسیا
بهترین خط حمله تاریخ باشگاه پرسپولیس در مرحله گروهی با (۱۴ گل زده) در لیگ قهرمانان آسیا ۲۰۲۱ می‌باشد.

## خلاصه عملکرد
پرسپولیس تا به حال در ۲۱ فصل از رقابت‌های باشگاهی در سطح قاره آسیا حضور داشته است. ۱۱ فصل در لیگ قهرمانان آسیا، ۱ فصل در لیگ نخبگان آسیا، ۵ فصل در جام باشگاه‌های آسیا، ۱ فصل در مسابقات باشگاهی قهرمانی آسیا و ۳ فصل در جام برندگان جام آسیا. عملکرد کلی پرسپولیس، در جدول زیر به‌طور خلاصه درج شده است.باشگاه پرسپولیس با کسب دو عنوان نایب قهرمانی لیگ قهرمانان آسیا و سه عنوان سومی جام باشگاه‌های آسیا و در مجموع با هفت بار حضور در نیمه نهایی (سه بار لیگ قهرمانان آسیا، چهار بار جام باشگاه‌های آسیا) از باشگاه‌های پرافتخار ایران در اسیا می‌باشد. همچنین باشگاه پرسپولیس با کسب یک قهرمانی و یک نایب قهرمانی جام برندگان جام آسیا پرافتخارترین تیم ایرانی و سومین تیم پرافتخار در تورنمنت جام برندگان جام آسیا محسوب می‌شود.
| عنوان کسب شده       | لیگ قهرمانان آسیا، لیگ نخبگان اسیا (سطح ۱) | جام باشگاه‌های آسیا (سطح ۱)      | مسابقات باشگاهی قهرمانی آسیا (سطح ۱) | جام در جام آسیا (سطح ۲) |
| ------------------- | ------------------------------------------ | ------------------------------- | ------------------------------------ | ----------------------- |
| قهرمانی             | –                                          | –                               | –                                    | ۱ (۹۱–۱۹۹۰)             |
| نایب قهرمانی        | ۲ (۲۰۱۸، ۲۰۲۰)                             | –                               | –                                    | ۱ (۹۳–۱۹۹۲)             |
| سومی                | –                                          | ۳ (۹۷–۱۹۹۶، ۲۰۰۰–۱۹۹۹، ۰۱–۲۰۰۰) | –                                    | –                       |
| چهارمی              | –                                          | ۱ (۹۸–۱۹۹۷)                     | –                                    | –                       |
| مرحله نیمه نهایی    | ۱ (۲۰۱۷)                                   | –                               | –                                    | –                       |
| مرحله یک‌چهارم نهایی | ۱ (۲۰۲۱)                                   | –                               | –                                    | ۱ (۹۴–۱۹۹۳)             |
| مرحله یک‌هشتم نهایی  | ۴ (۲۰۰۹، ۲۰۱۲، ۲۰۱۵)                       | –                               | –                                    | –                       |
| مرحله گروهی         | ۵ (۰۳–۲۰۰۲، ۲۰۱۱، ۲۰۱۹، ۲۴–۲۰۲۳، ۲۵–۲۰۲۴   | ۱ (۸۹–۱۹۸۸)                     | ۱ (۱۹۶۹)                             | –                       |

منبع

## درآمدزایی
اگرچه باشگاه‌های فوتبال ایرانی در درآمدزایی حرفه‌ای نیستند، باشگاه پرسپولیس اعلام کرده که از بازی‌های خارجی خود درآمدزایی دارد.
این باشگاه برای نخستین بار در تاریخ فوتبال ایران، در بازی سال ۱۳۸۴ با بایرن‌مونیخ از صدا و سیمای جمهوری اسلامی ایران حق‌پخش تلویزیونی دریافت کرد. باشگاه برای انجام این بازی ۴۰۰٫۰۰۰ دلار به بایرن پرداخت کرد و در پایان پس از درآمدها و کسر دیگر هزینه‌ها، ۵۰ میلیون تومان سود کرد. پس از آن، باشگاه در ازای دریافت ۱۵٫۰۰۰ دلار و دریافت تمامی خدمات اقامتی و رفت و برگشت به صورت رایگان با النصر امارات بازی کرد. پرسپولیس برای بازی با العین امارات در سال ۱۳۸۵ هم پول دریافت کرده بود.
در دوران مدیریت رویانیان، پرسپولیس در درآمد زایی پیشرفت فراوانی داشت. در این دوران رستوران‌های زنجیره ایی، سامانه کارت هواداری، تفاهم نامه‌ها با باشکاه‌های خارجی، و قرار دادهای تبلیغاتی مختلف بسته شد که منجر به افزایش درآمد باشگاه گردید.